# Laghi del Trentino
Questa voce include tutti i laghi situati (anche parzialmente) entro i confini della provincia autonoma di Trento, in Trentino-Alto Adige. Sono inclusi tutti i laghi naturali catastati e alcuni laghi artificiali rilevanti; l'elenco è suddiviso per bacino idrografico.
Il Trentino conta un numero considerevole di laghi; esclusi quelli artificiali, temporanei o minuscoli, sono oltre 320 in un territorio grande appena 6300 km², a fronte dei circa quattromila laghi conosciuti per tutto l'arco alpino, tanto che la provincia è soprannominata "la Finlandia d'Italia". Tra i laghi naturali catastati del Trentino, solo una quarantina si trova sotto ai 1200 metri di altitudine, ma tra questi vi sono tutti i più grandi; per la maggioranza sono laghi di sbarramento. Tutti i restanti sono laghi alpini, ossia si trovano a quota superiore di 1500 m s.l.m. (non è catastato alcun lago tra i 1200 e i 1500), e sono per la stragrande maggioranza laghi di origine glaciale (di cui, nello specifico, oltre centocinquanta sono laghi di circo).

## Bacino idrografico dell'Adige (primario)
Il fiume Adige, secondo in Italia per lunghezza e terzo per bacino idrografico, entra nella provincia di Trento dalla chiusa di Salorno, percorre la Piana Rotaliana, attraversa la città di Trento e prosegue tramite la Vallagarina verso Verona; nella provincia di Trento, oltre alla Val d'Adige trentina propriamente detta, il suo bacino comprende anche le valli del Leno, quelle di Gresta e Loppio e la punta settentrionale della val dei Laghi. Fanno parte del bacino anche quelli dei torrenti Avisio, Fersina e Noce che, avendo una superficie considerevole, in questa pagina sono elencati a parte, così come quello dell'Ega (torrente dell'Alto Adige, al cui bacino afferisce un solo lago inserito nella sezione "Bacini idrografici di altre province").
La valle dell'Adige era occupata, anticamente, da un vasto acquitrino punteggiato qua e là da laghetti di cui ora non resta alcuna traccia; tra questi si possono ricordare i laghi di Romagnano (180 m, citato nel 1209), Lidorno (c. 180 m, prosciugato nel 1510 circa), Aldeno e Covalo (entrambi citati nel libro delle Dessignanze del 1339), Ravina (c. 260 m, citato 1689), Vela e Torto (presso Trento, entrambi menzionati nel 1339); sono documentati dei laghi presso l'attuale Zambana Vecchia (1335) e un Lago Morto o Tremol a Nave San Rocco (nominato ancora in documenti del Novecento). Sono scomparsi altresì due dei tre laghi che davano il nome a Terlago, il lago Agamenor e il Lagostel (c. 430 m, prosciugati 1500 e 1700 circa), così come il lago di Echen presso Folgaria, ora trasformato in torbiera e protetto come biotopo. I laghi rimasti sono i seguenti:
| Immagine | Nome                  | Nome                  | Lunghezza e larghezza | Superficie | Profondità massima | Altitudine             | Comune            | Ubicazione | Informazioni |
| -------- | --------------------- | --------------------- | --------------------- | ---------- | ------------------ | ---------------------- | ----------------- | --- | --- |
|          | Lago della Busa       | Lago della Busa       |                       | 7 000 m²   |                    | 591 m s.l.m.           | Vallarsa          | A sud di Raossi 45.778449°N 11.113808°E                                                                                   | Lago artificiale lungo il corso del torrente Leno, ad uso della centrale di Ala. |
|          | Lago delle Cannelle   | Lago delle Cannelle   | 90 × 45 m             | 3 000 m²   |                    | 244 m s.l.m.           | Trento            | Località Casteler 46.01855°N 11.137358°E                                                                                  | Lago di proprietà della sezione cacciatori del Trentino. |
|          | Lago di Cei           | Lago di Cei           | 450 × 140 m           | 39 000 m²  | 7,1 m              | 920 m s.l.m.           | Villa Lagarina    | Valletta tributaria della val d'Adige sul gruppo del Bondone 45.951°N 11.02°E                                             | Lago formatosi nel 1280 (datazione ottenuta tramite l'analisi al radiocarbonio dei tronchi sul fondale); anticamente era un tutt'uno con il vicino Lagabis e con altre torbiere della zona come il Prà dell'Albi.                                                                     |
|          | Lagabis               | Lagabis               | 90 × 50 m             | 3 700 m²   | 4,8 m              | 920 m s.l.m.           | Villa Lagarina    | Valletta tributaria della val d'Adige sul gruppo del Bondone 45.94981°N 11.02145°E                                        | Piccolo laghetto alimentato da un emissario del lago di Cei, col quale anticamente era un tutt'uno. |
|          | Lago di Lamar         | Lago di Lamar         | 450 × 130 m           | 40 200 m²  | 16 m               | 714 m s.l.m.           | Vallelaghi        | Altopiano del Monte di Terlago sulle pendici del gruppo Gazza-Paganella, a nordest di Monte Terlago 46.1304°N 11.0633°E   | |
|          | Lago di Loppio        | Lago di Loppio        | 1 870 × 480 m         | 600 000 m² | 4 m                | 220 m s.l.m.           | Mori              | Parte terminale della Val di Loppio, prima del passo San Giovanni 45.863333°N 10.92°E                                     | Nel 1958 i lavori di costruzione della galleria Adige-Garda intercettarono la falda freatica, causando lo svuotamento del lago e un generale dissesto idrogeologico della zona; il bacino, che resta "zona umida", torna a riempirsi parzialmente in periodi particolarmente piovosi. |
|          | Laghetti di Marco     | Maggiore (in foto)    | 100 × 50 m            | 4 500 m²   | 3 m                | 160 m s.l.m.           | Rovereto          | Presso i Lavini di Marco 45.854681°N 11.014422°E                                                                          | |
| Minore   | Laghetti di Marco     | 40 × 30 m             | 1 000 m²              |            | 162 m s.l.m.       | 45.85558°N 11.018029°E | Rovereto          | | |
|          | Lago dei Poiani       | Lago dei Poiani       | 68 × 51 m             | 1 600 m²   |                    | 880 m s.l.m.           | Vallarsa          | Presso l'omonima località di Poiani 45.768253°N 11.136811°E                                                               | Lago ornamentale derivato da una cava abbandonata. |
|          | Lago di Prà da Stua   | Lago di Prà da Stua   |                       | 75 000 m²  |                    | 1 030 m s.l.m.         | Avio e Brentonico | Val Aviana 45.77281°N 10.9002°E                                                                                           | Lago artificiale, ad uso della centrale di Avio. |
|          | Lago di San Colombano | Lago di San Colombano | 2 000 × 100 m         | 150 000 m² |                    | 287 m s.l.m.           | Trambileno        | Appena a ovest di Moscheri 45.87°N 11.0675°E                                                                              | Lago artificiale lungo il corso del torrente Leno, ad uso della centrale di Ala. |
|          | Lago Santo            | Lago Santo            | 800 × 150 m           | 68 900 m²  | 13,2 m             | 713 m s.l.m.           | Vallelaghi        | Altopiano del Monte di Terlago sulle pendici del gruppo Gazza-Paganella, a nordest di Monte Terlago 46.12434°N 11.05853°E | |
|          | Lago di Speccheri     | Lago di Speccheri     |                       | 240 000 m² |                    | 800 m s.l.m.           | Vallarsa          | Alta Vallarsa, tra le frazioni di Speccheri e Camposilvano 45.764736°N 11.141458°E                                        | Lago artificiale lungo il corseo del torrente Leno, ad uso della centrale di Ala. |
|          | Lago di Terlago       | Lago di Terlago       | 1 500 × 280 m         | 118 500 m² | 11 m               | 414 m s.l.m.           | Vallelaghi        | Punta settentrionale della valle dei Laghi, presso Terlago 46.098°N 11.056°E                                              | Lago dal livello assai variabile, ha un unico emissario sotterraneo che confluisce nell'Adige in località Ischia Podetti. |
|          | Lago Turchino         | Lago Turchino         | 50 × 40 m             | 1 800 m²   |                    | 234 m s.l.m.           | Trento            | Località Casteler 46.024784°N 11.137777°E                                                                                 | Lago privato. |

## Bacino idrografico dell'Avisio
L'Avisio nasce dalla Marmolada, attraversa le valli di Fassa, Fiemme e Cembra e sfocia nell'Adige presso Lavis, all'estremità meridionale della Piana Rotaliana. Il suo bacino idrografico, che copre 940 km², è quindi un sottobacino di quello dell'Adige.
Storicamente, il bacino dell'Avisio comprendeva anche alcuni laghi oggi scomparsi: sul monte Barco i laghi di Palù Gros (890 m) e di Palù Longa (915 m) hanno dato origine al Biotopo Monte Barco. Sul gruppo del Lagorai è scomparso il lago di Valbona (1829 m); sul gruppo del Catinaccio, il laghetto Larsec (2365 m); sul gruppo del Sella il laghetto al rifugio Boè (2690 m). Era documentato anche un lago di Valda sul Monte Castion, la cui esatta posizione è incerta, forse identificabile con l'odierna torbiera del Lagabrun (1050 m).
| Immagine        | Nome                                                       | Nome                                                       | Lunghezza e larghezza | Superficie             | Profondità massima | Altitudine              | Comune                                       | Ubicazione                                                                                                   | Informazioni |
| --------------- | ---------------------------------------------------------- | ---------------------------------------------------------- | --------------------- | ---------------------- | ------------------ | ----------------------- | -------------------------------------------- | --- | --- |
|                 | Laghi delle Aie                                            | Maggiore                                                   | 138 × 56 m            | 5 800 m²               | 2 m circa          | 2 174 m s.l.m.          | Panchià                                      | Catena del Lagorai, presso la Forcella delle Aie 46.240938°N 11.56863°E                                      | |
| Minore          | Laghi delle Aie                                            | 150 × 40 m                                                 | 4 500 m²              | 46.241973°N 11.57024°E | 2 m circa          | 2 174 m s.l.m.          | Panchià                                      | | |
|                 | Lago di Antermoia                                          | Lago di Antermoia                                          | 264 × 160 m           | 25 700 m²              | 4,8 m              | 2 496 m s.l.m.          | Mazzin                                       | Gruppo del Catinaccio 46.4779°N 11.6603°E                                                                    | |
|                 | Laghetto Brozin                                            | Laghetto Brozin                                            |                       | 10 000 m²              |                    | 978 m s.l.m.            | Castello-Molina di Fiemme                    | Località Brozin, a nordovest di Castello di Fiemme 46.28857°N 11.417831°E                                    | Laghetto artificiale. |
|                 | Lago di Bocche                                             | Lago di Bocche                                             | 240 × 130 m           | 19 800 m²              | 5 m                | 2 247 m s.l.m.          | Moena e Primiero San Martino di Castrozza    | Gruppo delle Cime di Bocche, presso le Laste di Bocche 46.341595°N 11.751337°E                               | |
|                 | Laghi di Bombasel                                          | Inferiore - I                                              | 50 × 30 m             | 1 200 m²               |                    | 2 195 m s.l.m.          | Tesero                                       | Catena del Lagorai, ai piedi del Castel di Bombasel 46.23237°N 11.518269°E                                   | |
| Inferiore - II  | Laghi di Bombasel                                          | 89 × 40 m                                                  | 3 000 m²              |                        | 2 197 m s.l.m.     | 46.231439°N 11.5174°E   | Tesero                                       | | |
| Superiore - III | Laghi di Bombasel                                          | 45 × 40 m                                                  | 1 800 m²              |                        | 2 263 m s.l.m.     | 46.229253°N 11.513575°E | Tesero                                       | | |
| Superiore - IV  | Laghi di Bombasel                                          | 50 × 30 m                                                  | 1 800 m²              |                        | 2 267 m s.l.m.     | 46.228901°N 11.511971°E | Tesero                                       | | |
| Superiore - V   | Laghi di Bombasel                                          | 100 × 30 m                                                 | 3 000 m²              | 1,5 m                  | 2 268 m s.l.m.     | 46.227906°N 11.511612°E | Tesero                                       | | |
| Superiore - VI  | Laghi di Bombasel                                          | 240 × 170 m                                                | 28 000 m²             | 8 m                    | 2 269 m s.l.m.     | 46.227071°N 11.50974°E  | Tesero                                       | | |
|                 | Lago Brutto                                                | Lago Brutto                                                | 230 × 96 m            | 17 200 m²              | 21 m               | 2 210 m s.l.m.          | Predazzo                                     | Catena del Lagorai, sotto a Cima Coltorondo 46.259941°N 11.633331°E                                          | |
|                 | Lago delle Buse                                            | Lago delle Buse                                            | 280 × 130 m           | 23 000 m²              | 3 m circa          | 2 060 m s.l.m.          | Castello-Molina di Fiemme                    | Catena del Lagorai, sotto la vetta del Monte Manghen 46.178145°N 11.454769°E                                 | |
|                 | Lago [di] Cadinello, o Cadinel                             | Lago [di] Cadinello, o Cadinel                             | 55 × 35 m             | 1 500 m²               |                    | 2 020 m s.l.m.          | Castello-Molina di Fiemme                    | Passo Manghen 46.174306°N 11.439889°E                                                                        | |
|                 | Laghetto di Caladora                                       | Laghetto di Caladora                                       | 88 × 24 m             |                        |                    | 2 270 m s.l.m.          | Primiero San Martino di Castrozza            | Pale di San Martino, tra Cima del Lago e Cima Caladora 46.331165°N 11.813141°E                               | |
|                 | Lago di Campagnola                                         | Lago di Campagnola                                         | 100 × 50 m            | 4 000 m²               |                    | 2 209 m s.l.m.          | Moena                                        | Nei pressi del Passo San Pellegrino 46.38535°N 11.77527°E                                                    | |
|                 | Laghetto Caserine, o lago [della] Caserina                 | Laghetto Caserine, o lago [della] Caserina                 | 70 × 30 m             | 1 500 m²               | 6 m                | 2 087 m s.l.m.          | Predazzo                                     | Catena del Lagorai, ai piedi di Cima di Sella 46.273757°N 11.679949°E                                        | |
|                 | Lago [della] Cavallazza, o Cavalaza                        | Lago [della] Cavallazza, o Cavalaza                        | 138 × 120 m           | 10 000 m²              | 7 m                | 2 138 m s.l.m.          | Primiero San Martino di Castrozza            | Catena del Lagorai, sotto alla cima Cavallazza 46.281886°N 11.778846°E                                       | |
|                 | Lago di Cece                                               | Lago di Cece                                               | 236 × 114 m           | 20 000 m²              | 2,5 m              | 1 880 m s.l.m.          | Predazzo                                     | Catena del Lagorai, nella Valmaggiore 46.280663°N 11.66983°E                                                 | |
|                 | Laghetto di Cima Iuribrutto                                | Laghetto di Cima Iuribrutto                                | 90 × 40 m             | 3 300 m²               | 2 m                | 2 203 m s.l.m.          | Moena                                        | Sotto Cima Juribrutto, tra il gruppo delle Cime di Bocche e quello dei Monzoni 46.363135°N 11.773362°E       | |
|                 | Laghetto Cimon di Lasteolo, o dei Pieroni                  | Laghetto Cimon di Lasteolo, o dei Pieroni                  | 60 × 30 m             | 2 000 m²               |                    | 2 446 m s.l.m.          | Tesero                                       | Catena del Lagorai, ai piedi del Cimon di Lasteolo, presso la Forcella dei Pieroni 46.216809°N 11.541787°E   | |
|                 | Laghi di Colbricon                                         | Inferiore                                                  | 180 × 80 m            | 12 200 m²              | 7 m                | 1 910 m s.l.m.          | Primiero San Martino di Castrozza            | Catena del Lagorai, presso passo Colbricon 46.283862°N 11.76551°E                                            | |
| Superiore       | Laghi di Colbricon                                         | 236 × 132 m                                                | 20 700 m²             | 12 m                   | 1 923 m s.l.m.     | 46.28179°N 11.765263°E  | Primiero San Martino di Castrozza            | | |
|                 | Lago di Fedaia (naturale), o di Santa Maria                | Lago di Fedaia (naturale), o di Santa Maria                | 223 × 160 m           | 20 700 m²              |                    | 2 032 m s.l.m.          | Canazei                                      | Passo Fedaia 46.454978°N 11.884074°E                                                                         | È considerato la sorgente dell'Avisio |
|                 | Lago di Fedaia (artificiale)                               | Lago di Fedaia (artificiale)                               | 1 400 m               | 625 000 m²             | 57 m               | 2 053 m s.l.m.          | Canazei                                      | Passo Fedaia 46.4594°N 11.87077°E                                                                            | Lago artificiale, posto accanto all'omonimo lago naturale. |
|                 | Lago del Forame                                            | Lago del Forame                                            | 140 × 70 m            | 8 000 m²               | 3,6 m              | 2 267 m s.l.m.          | Cavalese                                     | Catena del Lagorai, sotto al Cimon di Busa Bela e al Cimon di Busa Grana 46.209808°N 11.477634°E             | |
|                 | Laghetto Ghiacciato, o Lago Gelato, o lago di Cima Valonat | Laghetto Ghiacciato, o Lago Gelato, o lago di Cima Valonat | 64 × 44 m             | 2 400 m²               | "rilevante"        | 2 311 m s.l.m.          | Predazzo                                     | Catena del Lagorai, ai piedi della Cima Valonat e della Cima di Valbona 46.264919°N 11.69956°E               | |
|                 | Laghetto del Gronton, o lago Gronton                       | Laghetto del Gronton, o lago Gronton                       | 67 × 43 m             | 2 200 m²               |                    | 2 289 m s.l.m.          | Moena                                        | Massiccio della Marmolada, tra il gruppo delle Cime di Bocche e quello dei Monzoni 46.355873°N 11.737733°E   | |
|                 | Lago di Juribrutto, o Iuribrutto                           | Lago di Juribrutto, o Iuribrutto                           | 220 × 100 m           | 20 700 m²              | 4,5 m              | 2 207 m s.l.m.          | Primiero San Martino di Castrozza            | Gruppo delle Cime di Bocche, presso al passo Juribrutto 46.34327°N 11.76905°E                                | |
|                 | Lago ai Laghetti                                           | Lago ai Laghetti                                           | 38 × 38 m             |                        | "scarsa"           | 1 901 m s.l.m.          | Predazzo                                     | Lungo il percorso del Rio di Valmaggiore 46.265924°N 11.660539°E                                             | |
|                 | Lago Lagorai                                               | Lago Lagorai                                               | 670 × 300 m           | 93 000 m²              | 29 m               | 1 868 m s.l.m.          | Tesero                                       | Catena del Lagorai, nell'omonima valle, salendo da Tesero verso il Monte Lastè de Sute 46.23304°N 11.52886°E | |
|                 | Laghetti di Lagorai, o delle Sute                          | Minore                                                     | 100 × 40 m            | 2 700 m²               | 2 m                | 2 268 m s.l.m.          | Tesero                                       | Catena del Lagorai, presso la Forcella di Lagorai 46.211051°N 11.524358°E                                    | |
| Maggiore        | Laghetti di Lagorai, o delle Sute                          | 250 × 160 m                                                | 27 500 m²             | 6 m                    | 2 268 m s.l.m.     | 46.209834°N 11.525774°E | Tesero                                       | | |
| Superiore       | Laghetti di Lagorai, o delle Sute                          | 50 × 40 m                                                  | 1 100 m²              |                        | 2 282 m s.l.m.     | 46.216233°N 11.52395°E  | Tesero                                       | | |
|                 | Lagusel                                                    | Lagusel                                                    | 167 × 91 m            | 7 000 m²               | 1,7 m              | 2 102 m s.l.m.          | San Giovanni di Fassa                        | Gruppo della Marmolada, ai piedi del Monte Pecol 46.411963°N 11.751135°E                                     | |
|                 | Laghi di Lusia                                             | Inferiore                                                  | 125 × 97 m            | 7 100 m²               | 5,2 m              | 2 332 m s.l.m.          | Moena                                        | Gruppo di Cima Bocche, ai piedi della Cima di Lusia 46.346542°N 11.734085°E                                  | |
| Medio           | Laghi di Lusia                                             | 97 × 62 m                                                  | 4 200 m²              | 11 m                   | 2 352 m s.l.m.     | 46.343936°N 11.737647°E | Moena                                        | | |
| Superiore       | Laghi di Lusia                                             | 180 × 85 m                                                 | 12 000 m²             | 12,5 m                 | 2 380 m s.l.m.     | 46.349801°N 11.740265°E | Moena                                        | | |
|                 | Laghetto delle Mesules                                     | Laghetto delle Mesules                                     | 40 × 30 m             | 1 300 m²               |                    | 2 810 m s.l.m.          | Canazei                                      | Gruppo di Sella, ai piedi dell'Antersass 46.52175°N 11.818649°E                                              | |
|                 | Lago di Moregna, o di Morena                               | Lago di Moregna, o di Morena                               | 180 × 130 m           | 17 800 m²              | 6,8 m              | 2 058 m s.l.m.          | Predazzo                                     | Catena del Lagorai, presso il Dos de le Nòre 46.26643°N 11.63826°E                                           | |
|                 | Lago Nero                                                  | Lago Nero                                                  | 50 × 30 m             | 1 200 m²               |                    | 1 717 m s.l.m.          | Capriana                                     | Monte Corno 46.283584°N 11.315382°E                                                                          | |
|                 | Lago di Paneveggio, o lago di Forte Buso                   | Lago di Paneveggio, o lago di Forte Buso                   | 2 500 m               | 700 000 m²             |                    | 1 458 m s.l.m.          | Predazzo e Primiero San Martino di Castrozza | Presso la foresta di Paneveggio 46.301°N 11.712985°E                                                         | Lago artificiale formato sbarrando il torrente Travignolo, ad uso della centrale di Caoria.                                                                    |
|                 | Lago di San Pellegrino                                     | Lago di San Pellegrino                                     | 160 × 100 m           | 12 600 m²              |                    | 1 894 m s.l.m.          | Moena                                        | Al Passo San Pellegrino 46.376583°N 11.784639°E                                                              | |
|                 | Lago Santo                                                 | Lago Santo                                                 | 267 × 167 m           | 32 000 m²              | 15 m               | 1 194 m s.l.m.          | Cembra Lisignago                             | Monte Vallaccia sopra a Cembra 46.195933°N 11.208103°E                                                       | |
|                 | Laghetto delle Selle                                       | Laghetto delle Selle                                       | 80 × 40 m             | 3 000 m²               | "modesta"          | 2 232 m s.l.m.          | San Giovanni di Fassa                        | Massiccio della Marmolada, ai piedi di Cima delle selle 46.3963°N 11.74928°E                                 | |
|                 | Lago di Soraga, o lago Pezzè di Moena                      | Lago di Soraga, o lago Pezzè di Moena                      |                       | 80 000 m²              |                    | 1 198 m s.l.m.          | Soraga di Fassa e Moena                      | Appena a sud di Soraga 46.384°N 11.6641°E                                                                    | Lago artificiale ad uso della centrale di Predazzo, formato tramite lo sbarramento del torrente Avisio.                                                        |
|                 | Lago delle Stellune (o de le Stelune)                      | Lago delle Stellune (o de le Stelune)                      | 234 × 170 m           | 28 000 m²              | 18 m               | 2 099 m s.l.m.          | Castello-Molina di Fiemme                    | Catena del Lagorai, ai piedi della Cima di Montalon 46.196134°N 11.498684°E                                  | |
|                 | Lago di Stramentizzo                                       | Lago di Stramentizzo                                       | 2 000 × 300 m         | 600 000 m²             | 60 m               | 720 m s.l.m.            | Castello-Molina di Fiemme e Anterivo (BZ)    | A ovest di Stramentizzo, nella parte terminale della val di Cembra 46.262605°N 11.390964°E                   | Lago artificiale ad uso della centrale di San Floriano (Egna, BZ), formato nel 1956 con lo sbarramento del torrente Avisio operato dalla diga di Stramentizzo. |
|                 | Laghetto di Tesero                                         | Laghetto di Tesero                                         |                       | 5 000 m²               |                    | 890 m s.l.m.            | Tesero                                       | A valle della frazione di Lago 46.283028°N 11.516177°E                                                       | Laghetto artificiale. |
|                 | Lago delle Trutte, o delle Trote                           | Lago delle Trutte, o delle Trote                           | 187 × 88 m            | 10 500 m²              | 5,3 m              | 2 100 m s.l.m.          | Predazzo                                     | Presso la Forcella Coldosè 46.26236°N 11.626024°E                                                            | |
|                 | Lago di Valda                                              | Lago di Valda                                              |                       |                        |                    | 1 370 m s.l.m.          | Altavalle                                    | Ai piedi di Cima Castion 46.22355°N 11.24276°E                                                               | Situato nel Biotopo Prati di Monte, è il residuo di un lago in stato avanzato di transizione in torbiera.                                                      |
|                 | Laghetto di Vedes                                          | Laghetto di Vedes                                          |                       | 8,26 m²                |                    | 1 500 m s.l.m.          | Altavalle                                    | Sulle pendici del Monte dell'Orso 46.2375°N 11.268333°E                                                      | Laghetto in fase di transizione in torbiera. |

## Bacino idrografico del Brenta
Il Brenta nasce dai laghi di Levico e Caldonazzo, percorre la Valsugana entrando in Veneto e va a sfociare nel mare Adriatico; il suo bacino in provincia di Trento copre 709 km², e include anche quello del torrente Cismon (che però confluisce nel Brenta in provincia di Vicenza, presso Cismon del Grappa).
Come quella dell'Adige, anche la valle del Brenta era un tempo assai paludosa e ospitava diversi specchi d'acqua oggi scomparsi: tra questi il medievale lago delle Lochere presso l'abitato di Caldonazzo, il Lago Morto e il Lago dei Masi (428 e 450 m), entrambi vicini a Novaledo e scomparsi a Ottocento inoltrato, e il lago di San Martino, situato forse vicino a Marter. Sul gruppo di Cima d'Asta sono scomparsi i quattro laghetti di Monte Corno Moro (2030-2130 m) e il secondo laghetto Tombolin di Caldenave (2150 m); sul gruppo del Lagorai i laghetti di Malga Montaletto (1963 m), Malga Ziolera (1990 m) e Monte Ziolera (2169 m); sul gruppo del Fravort il Lago Piccolo (1759 m).
Oltre a questi è da segnalare il lago di Rebrut, o di Caoria, o Nuovo di Canal San Bovo, un lago di sbarramento posto nella valle del Vanoi a monte di Canal San Bovo: formatosi nel 1825 a seguito di eventi franosi, esondò più volte e con molti danni durante l'Ottocento, fino alla disastrosa rottura finale della diga naturale nel 1882, che è ricordata come uno dei più gravi eventi calamitosi nella storia del Trentino.
| Immagine  | Nome                                                     | Nome                                                     | Lunghezza e larghezza       | Superficie             | Profondità massima | Altitudine              | Comune                                              | Ubicazione                                                                                                 | Informazioni |
| --------- | -------------------------------------------------------- | -------------------------------------------------------- | --------------------------- | ---------------------- | ------------------ | ----------------------- | --------------------------------------------------- | --- | --- |
|           | Laghetto dell'Aia Tonda                                  | Laghetto dell'Aia Tonda                                  | 130 × 70 m                  | 7 600 m²               |                    | 1 940 m s.l.m.          | Castello Tesino                                     | Massiccio di Cima d'Asta, a sud del Bivacco Cacciatori 46.155333°N 11.650658°E                             | |
|           | Laghetto d'Arzon                                         | Laghetto d'Arzon                                         | 60 × 35 m                   | 1 800 m²               | 2,5 m              | 2 217 m s.l.m.          | Canal San Bovo                                      | Accanto a Cima d'Arzon 46.207488°N 11.761916°E                                                             | Spesso confuso con il laghetto di Pisorno. |
|           | Laghetto degli Asini                                     | Laghetto degli Asini                                     | 80 × 60 m                   | 4 000 m²               |                    | 1 931 m s.l.m.          | Castello Tesino                                     | Massiccio di Cima d'Asta, a nordest di Malga Tolvà 46.150836°N 11.635262°E                                 | |
|           | Laghetto dell'Avè                                        | Laghetto dell'Avè                                        | 50 × 40 m                   | 1 800 m²               | "minima"           | 1 943 m s.l.m.          | Castello Tesino                                     | Massiccio di Cima d'Asta, nella valle del rio Viosa 46.140013°N 11.654375°E                                | |
|           | Laghi della Bella Venezia, o laghetti Bela Venezia       | di Sotto                                                 | 50 × 30 m                   | 3 500 m² (complessiva) |                    | 1 968 m s.l.m.          | Bieno                                               | Massiccio di Cima d'Asta, all'inizio della valle del rio di Fierollo 46.110385°N 11.57915°E                | Il lago inferiore è saltuario, con livello variabile |
| di Sopra  | Laghi della Bella Venezia, o laghetti Bela Venezia       | 40 × 30 m                                                |                             | 3 500 m² (complessiva) | 1 968 m s.l.m.     | 46.110567°N 11.580196°E | Bieno                                               | | Il lago inferiore è saltuario, con livello variabile |
|           | Lago del Bus                                             | Lago del Bus                                             | 210 × 140 m                 | 21 200 m²              |                    | 2 283 m s.l.m.          | Castello Tesino                                     | Massiccio di Cima d'Asta, ovest del Col del Vento 46.184183°N 11.60344°E                                   | |
|           | Laghetto Busa Bella (Tognola)                            | Laghetto Busa Bella (Tognola)                            | 80 × 35 m                   | 2 200 m²               | 2,5 m              | 2 166 m s.l.m.          | Canal San Bovo                                      | Gruppo del Lagorai, nella valle del rio Tognola 46.237743°N 11.740635°E                                    | |
|           | Laghetti Buse di Malacarne                               | Inferiore                                                | 40 × 25 m                   |                        |                    | 2 235 m s.l.m.          | Canal San Bovo                                      | Catena del Lagorai, presso la Forcella di Bragarolo 46.258269°N 11.724563°E                                | |
| Superiore | Laghetti Buse di Malacarne                               | 25 × 18 m                                                |                             |                        | 2 278 m s.l.m.     | 46.259148°N 11.727235°E | Canal San Bovo                                      | | |
|           | Laghetti alle Buse Todesche                              | Basse                                                    | 58 × 35 m (busa più grande) |                        |                    | 2 170 m s.l.m.          | Scurelle                                            | Catena del Lagorai, presso la Forcella Buse Todesche 46.148331°N 11.565052°E                               | |
| Alte      | Laghetti alle Buse Todesche                              | 66 × 16 m (busa più grande)                              |                             |                        | 2 215 m s.l.m.     | 46.145968°N 11.561973°E | Scurelle                                            | | |
|           | Lago di Calaita                                          | Lago di Calaita                                          | 500 × 200 m                 | 70 000 m²              | 3 m                | 1 605 m s.l.m.          | Primiero San Martino di Castrozza                   | Gruppo della Giogaia d'Arzon, all'inizio della valle del rio Calaita 46.203°N 11.793°E                     | |
|           | Lago di Caldonazzo                                       | Lago di Caldonazzo                                       | 4 200 × 1 870 m             | 5 627 000 m²           | 49 m               | 449 m s.l.m.            | Calceranica al Lago, Caldonazzo e Pergine Valsugana | Tra Pergine Valsugana e Caldonazzo 46.018528°N 11.242444°E                                                 | |
|           | Laghetto di Calmandrino                                  | Laghetto di Calmandrino                                  | 40 × 30 m                   | 800 m²                 |                    | 1 760 m s.l.m.          | Castello Tesino                                     | Massiccio di Cima d'Asta, sulle pendici del monte Calmandrino 46.15211°N 11.67132°E                        | Nei pressi un altro laghetto saltuario. |
|           | Laghetto Caoriol, o lago Nero di Caoriol                 | Laghetto Caoriol, o lago Nero di Caoriol                 | 140 × 40 m                  | 5 000 m²               |                    | 1 615 m s.l.m.          | Ziano di Fiemme                                     | Catena del Lagorai, nella valle del Rio Brentella 46.224518°N 11.580523°E                                  | Lago in estinzione, saltuariamente già asciutto. |
|           | Lago delle Carezze, o lago Piccolo                       | Lago delle Carezze, o lago Piccolo                       | 55 × 18 m                   |                        |                    | 1 768 m s.l.m.          | Ronchi Valsugana                                    | Catena del Fravort, sul Monte Colo, presso Malga Colo 46.085071°N 11.401459°E                              | Lago prosciugato a periodi. |
|           | Lago Cengello, o laghetto di/del Cengello                | Lago Cengello, o laghetto di/del Cengello                | 70 × 40 m                   | 3 200 m²               | 4,5 m              | 1 990 m s.l.m.          | Scurelle                                            | Massiccio di Cima d'Asta, presso il Baito Cengello 46.15835°N 11.557714°E                                  | |
|           | Lago di Cima d'Asta                                      | Lago di Cima d'Asta                                      | 50 × 30 m                   |                        |                    | 1 968 m s.l.m.          | Pieve Tesino                                        | Appena sotto alla vetta di Cima d'Asta 46.110385°N 11.57915°E                                              | È la sorgente del torrente Grigno. |
|           | Laghetto di Cima Scanaiol, o di Scanaiol, o di Agnelessa | Laghetto di Cima Scanaiol, o di Scanaiol, o di Agnelessa | 110 × 60 m                  |                        |                    | 2 099 m s.l.m.          | Pieve Tesino                                        | Gruppo d'Arzon, ai piedi dell'Agnelessa 46.209659°N 11.77397°E                                             | |
|           | Laghetti di Cima delle Sute, o di Alpe Laghetti          | I                                                        |                             | 7 500 m² (complessiva) |                    | 2 197 m s.l.m.          | Pieve Tesino                                        | Catena del Lagorai, a est del Cimon delle Sute 46.212952°N 11.551201°E                                     | Al catasto, il primo lago è ulteriormente suddiviso in due (inferiore e superiore). Altre fonti indicano come primo lago un bacino ora prosciugato che si trova a 2117 metri di altitudine, appena a sudovest del secondo lago. |
| II        | Laghetti di Cima delle Sute, o di Alpe Laghetti          | 45 × 21 m                                                |                             | 7 500 m² (complessiva) | 2 200 m s.l.m.     | 46.207027°N 11.543519°E | Pieve Tesino                                        | | Al catasto, il primo lago è ulteriormente suddiviso in due (inferiore e superiore). Altre fonti indicano come primo lago un bacino ora prosciugato che si trova a 2117 metri di altitudine, appena a sudovest del secondo lago. |
| III       | Laghetti di Cima delle Sute, o di Alpe Laghetti          | 36 × 21 m                                                |                             | 7 500 m² (complessiva) | 2 247 m s.l.m.     | 46.210413°N 11.541138°E | Pieve Tesino                                        | | Al catasto, il primo lago è ulteriormente suddiviso in due (inferiore e superiore). Altre fonti indicano come primo lago un bacino ora prosciugato che si trova a 2117 metri di altitudine, appena a sudovest del secondo lago. |
| IV        | Laghetti di Cima delle Sute, o di Alpe Laghetti          | 60 × 40 m                                                |                             | 7 500 m² (complessiva) | 2 258 m s.l.m.     | 46.209849°N 11.540236°E | Pieve Tesino                                        | | Al catasto, il primo lago è ulteriormente suddiviso in due (inferiore e superiore). Altre fonti indicano come primo lago un bacino ora prosciugato che si trova a 2117 metri di altitudine, appena a sudovest del secondo lago. |
| V         | Laghetti di Cima delle Sute, o di Alpe Laghetti          | 47 × 22 m                                                |                             | 7 500 m² (complessiva) | 2 258 m s.l.m.     | 46.209314°N 11.540751°E | Pieve Tesino                                        | | Al catasto, il primo lago è ulteriormente suddiviso in due (inferiore e superiore). Altre fonti indicano come primo lago un bacino ora prosciugato che si trova a 2117 metri di altitudine, appena a sudovest del secondo lago. |
|           | Lago del Colo, o lago Grande                             | Lago del Colo, o lago Grande                             | 120 × 50 m                  | 5 000 m²               |                    | 1 755 m s.l.m.          | Ronchi Valsugana                                    | Catena del Fravort, sul Monte Colo, presso Malga Colo 46.08436°N 11.410492°E                               | |
|           | Laghi (o laghetti) di Coltorondo                         | Inferiore                                                | 60 × 50 m                   | 1 600 m²               |                    | 2 045 m s.l.m.          | Canal San Bovo                                      | Catena del Lagorai, ai piedi del Monte Tabio 46.248447°N 11.672335°E                                       | |
| Superiore | Laghi (o laghetti) di Coltorondo                         | 50 × 30 m                                                | 1 200 m²                    |                        | 2 052 m s.l.m.     | 46.249315°N 11.67159°E  | Canal San Bovo                                      | | |
|           | Lago di Costa Brunella (o Costabrunella)                 | Lago di Costa Brunella (o Costabrunella)                 | 500 × 300 m                 | 108 210 m²             | 60,6 m             | 2 021 m s.l.m.          | Pieve Tesino                                        | Massiccio di Cima d'Asta, ai piedi di Cima Costa Brunella 46.13245°N 11.58139°E                            | Lago modificato a fini idroelettrici, per l'alimentazione della centrale di Sorgazza |
|           | Lago della Costazza                                      | Lago della Costazza                                      | 70 × 50 m                   | 2 600 m²               | 0,5 m              | 2 170 m s.l.m.          | Primiero San Martino di Castrozza                   | Pale di San Martino, adiacente alla Baita Segantini 46.298234°N 11.803983°E                                | |
|           | Lago d'Ezze, o d'Erze                                    | Lago d'Ezze, o d'Erze                                    | 125 × 65 m                  | 6 000 m²               | 3,6 m              | 2 101 m s.l.m.          | Telve di Sopra                                      | Catena del Fravort, presso Cima Sette Selle 46.12704°N 11.4056°E                                           | |
|           | Lago (o laghetto) di Forcella Magna                      | Lago (o laghetto) di Forcella Magna                      | 90 × 80 m                   | 5 000 m²               |                    | 2 166 m s.l.m.          | Cinte Tesino                                        | Massiccio di Cima d'Asta, presso Forcella Magna 46.164681°N 11.578259°E                                    | |
|           | Laghetto di Forcella Quarazza                            | Laghetto di Forcella Quarazza                            | 50 × 40 m                   | 1 200 m²               |                    | 2 240 m s.l.m.          | Pieve Tesino                                        | Massiccio di Cima d'Asta, presso Forcella Quarazza 46.1296°N 11.57542°E                                    | Nei pressi si trovava un altro laghetto ora interrato. |
|           | Laghetto Giarine                                         | Laghetto Giarine                                         | 80 × 30 m                   | 2 000 m²               | 1 m                | 2 124 m s.l.m.          | Mezzano                                             | Gruppo d'Arzon, presso la cima del Col Mongo 46.196557°N 11.76007°E                                        | |
|           | Lago Grande                                              | Lago Grande                                              | 170 × 110 m                 | 15 000 m²              |                    | 2 125 m s.l.m.          | Bieno                                               | Massiccio di Cima d'Asta, tra Cima Caldenave e il Tombolin di Rava 46.121862°N 11.560847°E                 | Lago Grande, Lago Primo e Lago di Mezzo sono talvolta detti collettivamente "Laghi di Ravetta". |
|           | Laghetto Hippoliti                                       | Laghetto Hippoliti                                       |                             | "minima"               |                    | 936 m s.l.m.            | Borgo Valsugana                                     | Alta Val di Sella 46.006233°N 11.3897°E                                                                    | Lago artificiale ornamentale posto presso l'omonima villa. |
|           | Laghetti di Lastè                                        | Inferiore                                                | 100 × 50 m                  | 3 700 m²               |                    | 1 992 m s.l.m.          | Castello Tesino                                     | Massiccio di Cima d'Asta, a sudovest del Bivacco Cacciatori 46.152754°N 11.646581°E                        | |
| Superiore | Laghetti di Lastè                                        | 90 × 60 m                                                | 4 000 m²                    |                        | 2 020 m s.l.m.     | 46.153884°N 11.64716°E  | Castello Tesino                                     | | |
|           | Lago dei Lasteati                                        | Lago dei Lasteati                                        | 150 × 60 m                  | 8 000 m²               |                    | 2 063 m s.l.m.          | Scurelle                                            | Massiccio di Cima d'Asta, a nordovest di Cima Lasteati 46.166472°N 11.557488°E                             | |
|           | Laghetti dei Lasteati                                    | I                                                        | 60 × 40 m                   | 3 000 m²               |                    | 2 112 m s.l.m.          | Cinte Tesino                                        | Massiccio di Cima d'Asta, a nordovest di Cima Lasteati 46.168404°N 11.560997°E                             | |
| II        | Laghetti dei Lasteati                                    | 170 × 50 m                                               | 7 500 m²                    |                        | 2 160 m s.l.m.     | 46.164585°N 11.563582°E | Cinte Tesino                                        | | |
|           | Laghetto dei Lastei, o dei Lastei del Col del Vento      | Laghetto dei Lastei, o dei Lastei del Col del Vento      | 40 × 40 m                   | 1 200 m²               |                    | 2 296 m s.l.m.          | Castello Tesino                                     | Massiccio di Cima d'Asta, a nord del Col del Vento 46.189231°N 11.61272°E                                  | |
|           | Lago di Lavarone                                         | Lago di Lavarone                                         | 400 × 250 m                 | 51 600 m²              | 17 m               | 1 079 m s.l.m.          | Lavarone                                            | In frazione Chiesa 45.9365°N 11.2528°E                                                                     | |
|           | Lago di Levico                                           | Lago di Levico                                           | 2 840 × 900 m               | 1 164 000 m²           | 38 m               | 440 m s.l.m.            | Levico Terme                                        | Tra Levico e Tenna 46.013678°N 11.278208°E                                                                 | |
|           | Laghetto Maddalena                                       | Laghetto Maddalena                                       | 32 × 25 m                   |                        |                    | 2 024 m s.l.m.          | Telve                                               | Catena del Lagorai, in Val Maddalena presso Forcella Maddalena 46.158127°N 11.486185°E                     | |
|           | Laghetto di Malga Ziolera, o delle Buse di Ziolera       | Laghetto di Malga Ziolera, o delle Buse di Ziolera       | 70 × 40 m                   | 2 400 m²               |                    | 2 019 m s.l.m.          | Telve                                               | Catena del Lagorai, presso Malga Ziolera 46.166335°N 11.464357°E                                           | Nei pressi altri due laghetti minori. |
|           | Lago di Mezzo                                            | Lago di Mezzo                                            | 120 × 100 m                 | 10 000 m²              |                    | 2 044 m s.l.m.          | Bieno                                               | Massiccio di Cima d'Asta, ai piedi del Monte Castelletto presso malga Rava di Sopra 46.114078°N 11.56325°E | Lago Grande, Lago Primo e Lago di Mezzo sono talvolta detti collettivamente "Laghi di Ravetta". |
|           | Lago (o laghetto) Montaletto                             | Lago (o laghetto) Montaletto                             | 50 × 14 m                   |                        |                    | 1 958 m s.l.m.          | Telve                                               | Catena del Lagorai, presso Malga Montaletto 46.159283°N 11.492413°E                                        | |
|           | Lago di Montalon                                         | Lago di Montalon                                         | 140 × 40 m                  | 4 400 m²               |                    | 2 088 m s.l.m.          | Telve                                               | Catena del Fravort, presso Forcella Montalon 46.179972°N 11.486704°E                                       | |
|           | Laghetti di Monte Cengello                               | Inferiore                                                | 60 × 30 m                   | 1 300 m²               |                    | 2 159 m s.l.m.          | Scurelle                                            | Massiccio di Cima d'Asta, ai Giaroni del Cengello Rosso 46.158502°N 11.564124°E                            | Nei pressi altre due pozze saltuarie. |
| Superiore | Laghetti di Monte Cengello                               | 70 × 40 m                                                | 2 300 m²                    |                        | 2 146 m s.l.m.     | 46.159231°N 11.563947°E | Scurelle                                            | | Nei pressi altre due pozze saltuarie. |
|           | Laghetto di Monte Conte Moro                             | Laghetto di Monte Conte Moro                             | 50 × 40 m                   | 1 600 m²               |                    | 2 234 m s.l.m.          | Castello Tesino                                     | Massiccio di Cima d'Asta, presso la Forcella Conte Moro 46.16324°N 11.646253°E                             | Altri quattro laghetti vicini sono scomparsi recentemente. |
|           | Lago di Nassere, o Busa del Lago                         | Lago di Nassere, o Busa del Lago                         | 120 × 80 m                  | 8 500 m²               |                    | 2 063 m s.l.m.          | Scurelle                                            | Massiccio di Cima d'Asta, sotto al Monte Conseria 46.147578°N 11.549079°E                                  | |
|           | Lago Negro, o lago Nero di Cima d'Asta                   | Lago Negro, o lago Nero di Cima d'Asta                   | 60 × 50 m                   | 2 500 m²               |                    | 2 258 m s.l.m.          | Castello Tesino                                     | Massiccio di Cima d'Asta, a nordovest del Col del Vento 46.186958°N 11.619871°E                            | |
|           | Lago di Pinello                                          | Lago di Pinello                                          | 40 × 35 m                   | 1 000 m²               |                    | 2 050 m s.l.m.          | Telve                                               | Catena del Fravort, presso Passo Cagnon di Sopra 46.152475°N 11.385688°E                                   | |
|           | Lago Pisorno, o laghetto di Pisorno                      | Lago Pisorno, o laghetto di Pisorno                      | 80 × 25 m                   | 1 500 m²               |                    | 2 010 m s.l.m.          | Canal San Bovo                                      | Gruppo d'Arzon, all'Alpe Pisorno 46.205045°N 11.770515°E                                                   | |
|           | Laghetto di Porta Bozze, o lago Tolvà                    | Laghetto di Porta Bozze, o lago Tolvà                    | 70 × 50 m                   | 3 100 m²               |                    | 1 985 m s.l.m.          | Castello Tesino                                     | Massiccio di Cima d'Asta, a ovest della Forcella Val de Pria de Orena 46.13843°N 11.638185°E               | |
|           | Lago di Pradellano, o di Pradellan                       | Lago di Pradellano, o di Pradellan                       |                             | 17 000 m²              |                    | 869 m s.l.m.            | Pieve Tesino                                        | Lungo la SP78, tra gli abitati di Pradellano e Pieve Tesino 46.07389°N 11.58875°E                          | Lago artificiale ad uso della centrale di Grigno. |
|           | Lago di Pradidali                                        | Lago di Pradidali                                        | 90 × 80 m                   | 5 400 m²               |                    | 2 241 m s.l.m.          | Primiero San Martino di Castrozza                   | Pale di San Martino, presso il Rifugio Pradidali 46.246981°N 11.857038°E                                   | |
|           | Lago delle Prese                                         | Lago delle Prese                                         | 90 × 40 m                   | 2 500 m²               |                    | 1 620 m s.l.m.          | Roncegno Terme                                      | Catena del Fravort, in località Prese 46.07392°N 11.377766°E                                               | |
|           | Laghetto di Primalunetta                                 | Laghetto di Primalunetta                                 | 90 × 30 m                   | 3 000 m²               |                    | 2 143 m s.l.m.          | Castel Ivano                                        | Massiccio di Cima d'Asta, presso Forcella Caldenave 46.121901°N 11.53918°E                                 | Lago in fase di senescenza; nei pressi vi è un altro laghetto in fase di colmatazione, e assieme erano noti come "laghetti del Tombolin di Caldenave".                                                                          |
|           | Lago Primo                                               | Lago Primo                                               | 220 × 80 m                  | 12 000 m²              |                    | 1 999 m s.l.m.          | Bieno                                               | Massiccio di Cima d'Asta, ai piedi del Monte Castelletto presso malga Rava di Sopra 46.11039°N 11.562388°E | Lago Grande, Lago Primo e Lago di Mezzo sono talvolta detti collettivamente "Laghi di Ravetta". |
|           | Laghi di Reganel                                         | Basso, o di Sotto                                        | 200 × 60 m                  | 9 000 m²               |                    | 1 851 m s.l.m.          | Canal San Bovo                                      | Massiccio di Cima d'Asta, presso la Forcella dello Spiaz 46.175893°N 11.652782°E                           | |
| Alto      | Laghi di Reganel                                         | 90 × 40 m                                                | 3 000 m²                    |                        | 2 075 m s.l.m.     | Castello Tesino         | 46.168404°N 11.649048°E                             | | |
|           | Laghi di Rocco, o laghi delle Buse Basse                 | Inferiore                                                | 180 × 90 m                  | 13 000 m²              |                    | 2 137 m s.l.m.          | Pieve Tesino                                        | Catena del Lagorai, presso Forella Valsorda 46.192064°N 11.519787°E                                        | |
| Superiore | Laghi di Rocco, o laghi delle Buse Basse                 | 170 × 60 m                                               | 8 500 m²                    |                        | 2 193 m s.l.m.     | 46.192524°N 11.515528°E | Pieve Tesino                                        | | |
|           | Lago Schener                                             | Lago Schener                                             | 1 000 × 80 (circa)          | 300 000 m²             |                    | 563 m s.l.m.            | Imer e Sovramonte (BL)                              | Valle Schener, presso Pontet 46.108889°N 11.776389°E                                                       | Lago artificiale, creato sbarrando il corso del Cismon. |
|           | Sette Laghi                                              | 1°                                                       | 32 × 20 m                   | 5 600 m² (complessiva) |                    | 1 974 m s.l.m.          | Torcegno                                            | Catena del Fravort, a sud del Passo del Lago 46.100242°N 11.381557°E                                       | Gruppo di laghetti, di cui solo tre di dimensioni rilevanti. |
| 2°        | Sette Laghi                                              | 80 × 40 m                                                |                             | 5 600 m² (complessiva) | 2 077 m s.l.m.     | 46.099959°N 11.376836°E | Torcegno                                            | | Gruppo di laghetti, di cui solo tre di dimensioni rilevanti. |
| 3°        | Sette Laghi                                              | 45 × 22 m                                                |                             | 5 600 m² (complessiva) | 2 039 m s.l.m.     | 46.097638°N 11.376128°E | Torcegno                                            | | Gruppo di laghetti, di cui solo tre di dimensioni rilevanti. |
|           | Laghetti di Sternozzena                                  | Maggiore                                                 | 70 × 25 m                   | 1 300 m²               | "minima"           | 1 921 m s.l.m.          | Castello Tesino                                     | Massiccio di Cima d'Asta, presso Forcella Viosa o Sternozzena 46.131835°N 11.667169°E                      | Lago in fase di senescenza avanzata. |
| Minore    | Laghetti di Sternozzena                                  | 55 × 26 m                                                |                             |                        | 1 956 m s.l.m.     | 46.13359°N 11.666386°E  | Castello Tesino                                     | | Lago in fase di senescenza avanzata. |
|           | Laghetto Tognola                                         | Laghetto Tognola                                         | 116 × 18 m                  |                        |                    | 2 293 m s.l.m.          | Primiero San Martino di Castrozza                   | Gruppo del Lagorai, ai piedi della Tognola 46.250079°N 11.753665°E                                         | Nei pressi altri quattro laghetti, prosciugati in estate. |
|           | Lago di Valcava                                          | Lago di Valcava                                          | 45 × 30 m                   | 1 200 m²               |                    | 1 999 m s.l.m.          | Castel Ivano                                        | Massiccio di Cima d'Asta, nella Valcava ai piedi di Cima Ravetta 46.112899°N 11.536578°E                   | Lago in fase d'interramento. |
|           | Laghetti di Valcigolera                                  | Inferiore                                                | 51 × 31 m                   |                        |                    | 2 245 m s.l.m.          | Primiero San Martino di Castrozza                   | Catena del Lagorai, sotto a Cima Valcigolera 46.265267°N 11.747603°E                                       | |
| Superiore | Laghetti di Valcigolera                                  | 55 × 39 m                                                |                             |                        | 2 353 m s.l.m.     | 46.263101°N 11.745629°E | Primiero San Martino di Castrozza                   | | |
|           | Laghetti della Val d'Inferno                             | I                                                        | 90 × 50 m                   | 3 700 m²               |                    | 1 955 m s.l.m.          | Scurelle                                            | Massiccio di Cima d'Asta, nella Val d'Inferno 46.141883°N 11.553213°E                                      | Oltre ai tre laghi qui elencati ve ne sono altri sei minori. |
| II        | Laghetti della Val d'Inferno                             | 90 × 50 m                                                | 3 700 m²                    |                        | 1 955 m s.l.m.     | 46.141883°N 11.553213°E | Scurelle                                            | | Oltre ai tre laghi qui elencati ve ne sono altri sei minori. |
| III       | Laghetti della Val d'Inferno                             | 80 × 50 m                                                | 3 100 m²                    |                        | 2 094 m s.l.m.     | 46.145841°N 11.555509°E | Scurelle                                            | | Oltre ai tre laghi qui elencati ve ne sono altri sei minori. |
|           | Lago di Val Noana, o lago Noana                          | Lago di Val Noana, o lago Noana                          | 135 m                       | 180 000 m²             |                    | 1 005 m s.l.m.          | Mezzano                                             | Alta Val Noana 46.138214°N 11.839135°E                                                                     | Lago artificiale, creato sbarrando il corso del torrente Noana. |
|           | Laghetto Valsordetta, o di Valsorda                      | Laghetto Valsordetta, o di Valsorda                      | 70 × 40 m                   | 2 400 m²               | 2,5 m              | 2 046 m s.l.m.          | Mezzano                                             | Gruppo del Lagorai, presso Forcella Valsorda 46.198711°N 11.745543°E                                       | |
|           | Laghetti di Valzanchetta                                 | Maggiore                                                 | 28 × 26 m                   | 1 000 m² (complessiva) |                    | 2 285 m s.l.m.          | Canal San Bovo                                      | Gruppo del Lagorai, nella valle del rio Tognola 46.242142°N 11.738144°E                                    | |
| Minore    | Laghetti di Valzanchetta                                 | 22 × 20 m                                                |                             | 1 000 m² (complessiva) | 2 286 m s.l.m.     | 46.242353°N 11.738328°E | Canal San Bovo                                      | | |
|           | Lago Welsperg                                            | Lago Welsperg                                            | 128 × 73 m                  | 5 000 m²               | 1 m                | 1 018 m s.l.m.          | Primiero San Martino di Castrozza                   | Val Canali 46.19269°N 11.86664°E                                                                           | Lago artificiale ornamentale posto presso l'omonima villa. |

## Bacino idrografico del Chiese
Il Chiese nasce dal monte Fumo sul gruppo dell'Adamello; scorre per la val di Fumo e la val Daone e, presso Creto, entra in valle del Chiese ricevendo le acque del torrente Adanà; sul confine con la provincia di Brescia si getta nel lago d'Idro, da cui esce per confluire infine nell'Oglio. Nella provincia di Trento, il suo bacino copre 414 km²; di esso facevano parte i laghetti di Pozza (2130 m), situati sull'Adamello e oggi scomparsi.
| Immagine | Nome                   | Nome                   | Lunghezza e larghezza | Superficie   | Profondità massima | Altitudine             | Comune                                        | Ubicazione                                                                                        | Informazioni |
| -------- | ---------------------- | ---------------------- | --------------------- | ------------ | ------------------ | ---------------------- | --------------------------------------------- | ------------------------------------------------------------------------------------------------- | --- |
|          | Lago d'Ampola          | Lago d'Ampola          | 400 × 150 m           | 60 000 m²    | 3,9 m              | 725 m s.l.m.           | Ledro                                         | Passo d'Ampola in val di Ledro 45.8706°N 10.652°E                                                 | Anticamente unito al lago di Ledro, è sullo spartiacque tra Chiese e Sarca; è la sorgente del torrente Palvico.           |
|          | Lago d'Avolo           | Lago d'Avolo           | 170 × 120 m           | 18 000 m²    | 8 m                | 2 393 m s.l.m.         | Valdaone                                      | Gruppo dell'Adamello, presso passo d'Avolo 46.052684°N 10.484369°E                                | |
|          | Lago di Campo          | Lago di Campo          | 550 × 300 m           | 87 000 m²    | 25,6 m             | 1 943 m s.l.m.         | Valdaone                                      | Gruppo dell'Adamello, ai piedi di Cima Breguzzo e del Corno della Vecchia 46.039917°N 10.496917°E | |
|          | Lago di Casinei        | Lago di Casinei        | 300 × 240 m           | 59 000 m²    |                    | 2 059 m s.l.m.         | Valdaone                                      | Gruppo dell'Adamello, presso la bocca dei Casinei 45.946122°N 10.510783°E                         | |
|          | Bacino di Cimego       | Bacino di Cimego       |                       | 85 000 m²    |                    | 486 m s.l.m.           | Pieve di Bono-Prezzo e Borgo Chiese           | Fondovalle del Chiese, tra i paesi di Cologna e Cimego 45.923468°N 10.630217°E                    | Bacino artificiale. |
|          | Lago di Copidello      | Lago di Copidello      | 240 × 140 m           | 28 000 m²    |                    | 1 968 m s.l.m.         | Valdaone                                      | Gruppo dell'Adamello, ai piedi di Cima Latola 46.040055°N 10.524452°E                             | |
|          | Lago d'Idro            | Lago d'Idro            | 10 000 × 1 900 m      | 11 m²        | 122 m              | 368 m s.l.m.           | Bondone, Anfo (BS), Bagolino (BS) e Idro (BS) | In fondo alla valle del Chiese 45.7745°N 10.511°E                                                 | In territorio trentino si trova solo una parte risibile del lago, presso il centro abitato di Baitoni (Bondone).          |
|          | Lago di Malga Bissina  | Lago di Malga Bissina  |                       | 1 300 000 m² |                    | 1 780 m s.l.m.         | Valdaone                                      | Val di Daone 46.061389°N 10.526056°E                                                              | Uno dei laghi più grandi della provincia, è artificiale, formato nel 1955 a scopo idroelettrico.                          |
|          | Lago di Malga Boazzo   | Lago di Malga Boazzo   |                       | 560 000 m²   |                    | 1 224 m s.l.m.         | Valdaone                                      | Val di Daone 46.001889°N 10.517417°E                                                              | Secondo lago artificiale della Val Daone.                                                                                 |
|          | Laghetto Malga Clef    | Laghetto Malga Clef    | 90 × 30 m             | 3 000 m²     |                    | 1 770 m s.l.m.         | Valdaone                                      | Gruppo dell'Adamello, ai piedi del Cingolo Rosso 45.931274°N 10.53546°E                           | |
|          | Laghetto Malga Clevet  | Laghetto Malga Clevet  | 70 × 50 m             | 3 000 m²     | 2,5 m              | 1 849 m s.l.m.         | Valdaone                                      | Gruppo dell'Adamello, ai piedi di Cima Clevet 45.928819°N 10.545711°E                             | |
|          | Lago di Mare           | Lago di Mare           | 100 × 80 m            | 6 000 m²     |                    | 2 232 m s.l.m.         | Valdaone                                      | Gruppo dell'Adamello, presso passo Ignaga 46.059817°N 10.497329°E                                 | |
|          | Lago delle Maresse     | Lago delle Maresse     | 70 × 40 m             | 3 000 m²     |                    | 1 842 m s.l.m.         | Castel Condino                                | Gruppo dell'Adamello, ai piedi di Cima Clevet e Cima Maresse 45.929368°N 10.55195°E               | |
|          | Laghetto Monte Ignaga  | Laghetto Monte Ignaga  | 70 × 50 m             | 2 800 m²     |                    | 2 286 m s.l.m.         | Valdaone                                      | Gruppo dell'Adamello, presso passo Ignaga 46.063211°N 10.495934°E                                 | |
|          | Laghi Neri di Redoten  | Lago                   | 600 × 250 m           | 65 000 m²    |                    | 2 151 m s.l.m.         | Valdaone                                      | Gruppo dell'Adamello, tra la bocca dei Casinei e passo Serosine 45.954969°N 10.492802°E           | |
| Laghetto | Laghi Neri di Redoten  | 220 × 100 m            | 18 000 m²             |              | 2 161 m s.l.m.     | 45.95194°N 10.489798°E | Valdaone                                      |                                                                                                   | |
|          | Lago di Ponte Morandin | Lago di Ponte Morandin |                       | 73 000 m²    |                    | 720 m s.l.m.           | Valdaone                                      | Bassa Val di Daone, poco a monte del paese di Daone 45.94874°N 10.601914°E                        | Terzo lago artificiale sul Chiese della Val Daone.                                                                        |
|          | Lago di Roncone        | Lago di Roncone        | 310 × 110 m           | 27 500 m²    | 4 m                | 782 m s.l.m.           | Sella Giudicarie                              | Presso Roncone 45.986111°N 10.677778°E                                                            | Sito a poca distanza dallo spartiacque tra il Chiese e la Sarca, si è formato per sbarramento causato dal torrente Adanà. |

## Bacino idrografico del Fersina
Il torrente Fersina nasce dal lago di Erdemolo e sfocia nell'Adige a Trento; il suo bacino, che è quindi un sottobacino di quello dell'Adige, va dalla val dei Mocheni fino alle pendici orientali del Monte Calisio, includendo tutto l'altopiano di Piné e la vallata a nord della Sella di Pergine, per un'area di 182 km². 
Oltre ai seguenti laghi, del suo bacino facevano parte il lago di Mosenigo (c. 800 m), citato nel 1380 e situato nelle vicinanze di Mazzanigo (Civezzano), e il laghetto di Cima Sette Selle sul Fravort (2067 m), entrambi scomparsi.
| Immagine | Nome                                                       | Lunghezza e larghezza | Superficie | Profondità massima | Altitudine     | Comune                    | Ubicazione | Informazioni |
| -------- | ---------------------------------------------------------- | --------------------- | ---------- | ------------------ | -------------- | ------------------------- | --- | --- |
|          | Lago delle Buse                                            | 160 × 100 m           | 13 000 m²  | "modesta"          | 1 091 m s.l.m. | Bedollo                   | Appena a sudovest di Brusago 46.179194°N 11.324056°E                                                                | |
|          | Lago di Canzolino                                          | 520 × 125 m           | 70 800 m²  | 15 m               | 540 m s.l.m.   | Pergine Valsugana         | A est di Canzolino 46.082694°N 11.226333°E                                                                          | |
|          | Lago Costa o lago della Costa                              | 160 × 100 m           | 10 600 m²  | 2 m                | 480 m s.l.m.   | Pergine Valsugana         | Tra gli abitati di Costa e Brazzaniga 46.07515°N 11.236982°E                                                        | |
|          | Lago di Erdemolo                                           | 180 × 120 m           | 15 500 m²  | 10 m               | 1 994 m s.l.m. | Palù del Fersina          | Catena Fravort-Gronlait-Sette Selle 46.110486°N 11.377132°E                                                         | Sorgente del torrente Fersina. |
|          | Laghestel                                                  | 120 × 90 m            | 8 000 m²   | 2,5 m              | 899 m s.l.m.   | Baselga di Piné           | Località Bedole, tra Baselga di Piné e Montagnaga 46.114767°N 11.225455°E                                           | Lago in fase di rapida trasformazione in stagno/torbiera, protetto come biotopo; l'acqua in estate si tinge di rosso per effetto dell'alga Euglena sanguinea.                                                                                            |
|          | Lago di Lases                                              | 680 × 220 m           | 115 000 m² | 25 m               | 632 m s.l.m.   | Lona-Lases                | Appena sud di Lases in val di Cembra 46.140597°N 11.221289°E                                                        | È posto a cavallo dello spartiacque tra i bacini del Fersina e dell'Avisio; un piccolo emissario settentrionale si getta in quest'ultimo, ma il costante deflusso di acque sotterraneo verso il lago di Valle porta ad assegnarlo al bacino del Fersina. |
|          | Lago di Madrano                                            | 130 × 70 m            | 7 800 m²   | 8 m                | 548 m s.l.m.   | Pergine Valsugana         | Tra i paesi di Madrano e Canzolino 46.0855°N 11.218861°E                                                            | |
|          | Lago delle Piazze                                          | 1 000 × 300 m         | 260 000 m² | 30 m               | 1 025 m s.l.m. | Baselga di Piné e Bedollo | Altopiano di Piné, tra i paesi di Piazze e Campolongo 46.15403°N 11.27867°E                                         | Nel 1926 il livello delle acque è stato rialzato artificialmente con la costruzione di una diga, trasformando il lago in bacino idroelettrico a servizio della centrale di Pozzolago (Lona-Lases).                                                       |
|          | Lago Pudro                                                 | 350 × 230 m           | 17 000 m²  | "modesta"          | 505 m s.l.m.   | Pergine Valsugana         | A nordovest di Vigalzano 46.078948°N 11.221323°E                                                                    | Completamente trasformatosi in torbiera e palude, la parte lacustre è stata ripristinata con interventi di bonifica. |
|          | Laghetto delle Rane                                        | 60 × 40 m             |            |                    | 1 117 m s.l.m. | Baselga di Piné           | Località Bedolpian 46.146901°N 11.239423°E                                                                          | |
|          | Laghetto di Restel                                         | 35 × 25 m             |            |                    | 869 m s.l.m.   | Pergine Valsugana         | Sulle pendici del Doss de Cagnon 46.088814°N 11.244298°E                                                            | Fa parte dell'omonimo biotopo. |
|          | Lago di Santa Colomba                                      | 310 × 100 m           | 29 500 m²  | 8,7 m              | 922 m s.l.m.   | Civezzano                 | Monte Calisio 46.124296°N 11.180799°E                                                                               | Alcuni emissari fanno parte del bacino idrografico dell'Avisio. |
|          | Lago della Serraia                                         | 1 250 × 525 m         | 444 000 m² | 18 m               | 974 m s.l.m.   | Baselga di Piné           | Altopiano di Piné, adiacente ai centri abitati di Baselga di Piné, Ricaldo e Sternigo al Lago 46.13691°N 11.25566°E | Dal lago nasce il torrente Silla; la sponda nord è occupata dal Biotopo Paludi di Sternigo. |
|          | Lago di Valle, o di Castelet, o di Fornace, o di San Mauro | 300 × 80 m            | 18 000 m²  | 9 m                | 625 m s.l.m.   | Fornace                   | Lungo la SP71 a nord dell'abitato di Valle 46.12375°N 11.216167°E                                                   | |

## Bacino idrografico del Noce
Il Noce nasce in Val di Peio dalla confluenza di due torrenti, il Noce Nero e il Noce Bianco; percorre la Val di Sole, la Val di Non e quindi la Piana Rotaliana, dove si unisce all'Adige nei pressi di Zambana Vecchia. Il suo bacino idrografico, che copre 1 370 km², è quindi un sottobacino di quello dell'Adige.
Tra i laghi scomparsi che afferivano a questo bacino si ricordano quello di Ruffré (c. 1230 m), esistente sino dal 1870 circa, quello di Coredo (867 m), i laghi di Sanspirito e della Colombera (720 m) presso Tuenno, nati dalla divisione di un unico bacino originario e di cui ora resta solo qualche tratto paludoso, il lago della Regola (1233 m) nel bacino del torrente Novella, del quale Vittorio Largaiolli studiò le diatomee nel 1901, e il laghetto Palù di Tremole sul Monte Ori presso Fondo (1750 m). Sul gruppo della Presanella, lago Azzurro (c. 1980 m), terzo laghetto di Val Presanella (2450 m), laghetto Cima dei Pozzi (2760 m), laghetto dell'Om (2430 m), terzo laghetto di Monticello (2600 m), Pozza dei Garzoni (1780 m), lago di Stablò (1712 m, ridotto a torbiera); sul gruppo dell'Ortler, laghetti Vedretta del Careser (2700 m), laghetto Busa del Diavolo (2509 m), laghetto Cima Vedrigana (2530 m), laghetto Saentin (2390 m), terzo e quarto laghetto di Sternai (2850 e 2860 m); sul gruppo Luco-Macaion il laghetto Palù Longa (1570 m).
| Immagine                                 | Nome                                                        | Nome                                                   | Lunghezza e larghezza  | Superficie                                      | Profondità massima | Altitudine              | Comune                                            | Ubicazione | Informazioni |
| ---------------------------------------- | ----------------------------------------------------------- | ------------------------------------------------------ | ---------------------- | ----------------------------------------------- | ------------------ | ----------------------- | ------------------------------------------------- | --- | --- |
|                                          | Laghetti d'Albiolo                                          | Minore                                                 | 50 × 40 m              | 1 800 m² circa                                  | 1,6 m              | 2 600 m s.l.m.          | Peio                                              | Gruppo Redival-Boai, ai piedi del Torrione d'Albiolo 46.306298°N 10.582398°E                                    | Laghi recenti, formati con il ritiro glaciale. Al catasto, il lago Inferiore è diviso in due bacini, ma a seconda del livello delle acque può essere un bacino unico, o fino a tre distinti. |
| Inferiore I                              | Laghetti d'Albiolo                                          | 130 × 60 m                                             | 8 600 m² (complessiva) | 5 m                                             | 2 707 m s.l.m.     | 46.304052°N 10.583192°E | Peio                                              | | Laghi recenti, formati con il ritiro glaciale. Al catasto, il lago Inferiore è diviso in due bacini, ma a seconda del livello delle acque può essere un bacino unico, o fino a tre distinti. |
| Inferiore II                             | Laghetti d'Albiolo                                          | 60 × 40 m                                              | 8 600 m² (complessiva) | 2,5 m                                           | 2 707 m s.l.m.     | 46.304749°N 10.584329°E | Peio                                              | | Laghi recenti, formati con il ritiro glaciale. Al catasto, il lago Inferiore è diviso in due bacini, ma a seconda del livello delle acque può essere un bacino unico, o fino a tre distinti. |
| Superiore                                | Laghetti d'Albiolo                                          | 163 × 63 m                                             | 9 700 m²               | 8 m                                             | 2 743 m s.l.m.     | 46.302629°N 10.583128°E | Peio                                              | | Laghi recenti, formati con il ritiro glaciale. Al catasto, il lago Inferiore è diviso in due bacini, ma a seconda del livello delle acque può essere un bacino unico, o fino a tre distinti. |
|                                          | Lago Alto                                                   | Lago Alto                                              | 140 × 100 m            | 10 500 m²                                       |                    | 2 574 m s.l.m.          | Rabbi                                             | Gruppo dell'Ortler, tra Cima Valletta e Cima Mezzana 46.3631°N 10.807757°E                                      | |
|                                          | Lago Alto di Cima Artuich                                   | Lago Alto di Cima Artuich                              | 160 × 100 m            | 10 000 m²                                       | 6 m                | 2 166 m s.l.m.          | Pinzolo                                           | Gruppo della Presanella, ai piedi di Cima Schulz 46.265853°N 10.801524°E                                        | |
|                                          | Laghetto Arzorgla, o lago di Caldes                         | Laghetto Arzorgla, o lago di Caldes                    | 50 × 40 m              | 1 600 m²                                        |                    | 2 437 m s.l.m.          | Rabbi                                             | Gruppo Cima di Quaira-Cima degli Olmi, a sudovest di Cima di Quaira 46.433982°N 10.845308°E                     | Poco più a monte si trova un secondo laghetto. |
|                                          | Lago di Barco                                               | Lago di Barco                                          | 200 × 130 m            | 16 800 m²                                       | 8 m                | 1 904 m s.l.m.          | Vermiglio                                         | Gruppo della Presanella, all'inizio della valletta di Barco 46.273618°N 10.706606°E                             | |
|                                          | Lago Bellavarda                                             | Lago Bellavarda                                        |                        |                                                 |                    | 733 m s.l.m.            | Predaia                                           | A sudovest di Coredo 46.342354°N 11.077572°E                                                                    | |
|                                          | Lago di Cadinel                                             | Lago di Cadinel                                        | 150 × 50 m             | 6 000 m²                                        |                    | 2 519 m s.l.m.          | Peio                                              | Gruppo dell'Ortler, sotto a Cima Cadinel 46.35848°N 10.73362°E                                                  | |
|                                          | Lago dei Caprioli                                           | Lago dei Caprioli                                      |                        | 17 000 m²                                       |                    | 1 307 m s.l.m.          | Pellizzano                                        | All'imboco della Valle della Foce in val di Sole 46.291251°N 10.767052°E                                        | Lago artificiale ornamentale. |
|                                          | Lago del Careser                                            | Lago del Careser                                       |                        | 480 000 m²                                      | 57 m               | 2 598 m s.l.m.          | Peio                                              | Appena sotto alla Vedretta del Careser 46.4263°N 10.6986°E                                                      | Lago artificiale ad uso della centrale di Malga Mare. |
|                                          | Lago Catena Rossa                                           | Lago Catena Rossa                                      | 50 × 22 m              | "variabile, molto modesta"                      |                    | 3 203 m s.l.m.          | Peio                                              | Gruppo dell'Ortler, sulla Catena Rossa che dal Palon de la Mare va verso la Val Venezia 46.42587°N 10.6405°E    | |
|                                          | Laghetto Catena Rossa Inferiore                             | Laghetto Catena Rossa Inferiore                        | 40 × 30 m              | 1 000 m² circa                                  | 1,5 m              | 2 883 m s.l.m.          | Peio                                              | Gruppo dell'Ortler, sulla Catena Rossa che dal Palon de la Mare va verso la Val Venezia 46.42448°N 10.651106°E  | |
|                                          | Lago di Celentino                                           | Lago di Celentino                                      | 130 × 50 m             |                                                 |                    | 2 067 m s.l.m.          | Peio                                              | Gruppo dell'Ortler, a est di Celentino 46.327539°N 10.742617°E                                                  | Lago prosciugato in periodo estivo, tanto che Tomasi lo annovera tra quelli scomparsi. |
|                                          | Lago Cemiglio                                               | Lago Cemiglio                                          | 60 × 40 m              | 2 600 m²                                        | 2 m                | 2 269 m s.l.m.          | Rumo                                              | Gruppo Cima di Quaira-Cima degli Olmi, presso Passo Cemiglio 46.472389°N 10.963733°E                            | |
|                                          | Laghetto di Cima Bassetta, o laghetto di Ortisé             | Laghetto di Cima Bassetta, o laghetto di Ortisé        | 130 × 80 m             | 6 000 m²                                        | 6 m                | 2 710 m s.l.m.          | Pellizzano                                        | Gruppo dell'Ortler, presso Passo Bassetta 46.363337°N 10.784948°E                                               | |
|                                          | Laghetto Cima Careser                                       | Laghetto Cima Careser                                  | 42 × 23 m              | 1 000 m² circa                                  | 1 m                | 3 003 m s.l.m.          | Rabbi                                             | Gruppo dell'Ortler, tra Cima Mezzena e Cima Careser 46.45286°N 10.728707°E                                      | Laghetto di origine recente, in rapida evoluzione morfologica. |
|                                          | Laghetti di Cima Castellazzo                                | Maggiore (I), o lago di Malga Tassullo                 | 62 × 38 m              | 5 000 m² (complessiva)                          |                    | 2 028 m s.l.m.          | Cles                                              | Gruppo di Brenta, presso il Passo della Forcola 46.303837°N 10.934669°E                                         | |
| Superiore (II)                           | Laghetti di Cima Castellazzo                                | 62 × 38 m                                              |                        | 5 000 m² (complessiva)                          | 2 028 m s.l.m.     | 46.303837°N 10.934669°E | Cles                                              | | |
| Inferiore (III)                          | Laghetti di Cima Castellazzo                                | 40 × 28 m                                              |                        | 5 000 m² (complessiva)                          | 2 026 m s.l.m.     | 46.303356°N 10.936739°E | Cles                                              | | |
|                                          | Lago di Cima Lac                                            | Lago di Cima Lac                                       | 160 × 30 m             | 3 700 m²                                        |                    | 2 227 m s.l.m.          | Bresimo                                           | Gruppo Cima di Quaira-Cima degli Olmi, presso Cima Lac 46.393166°N 10.919402°E                                  | |
|                                          | Laghetto di Cima Ponte Vecchio                              | Laghetto di Cima Ponte Vecchio                         | 75 × 50 m              | 3 400 m²                                        | 3 m                | 2 955 m s.l.m.          | Rabbi                                             | Gruppo dell'Ortler, sotto a Cima Ponte Vecchio 46.423556°N 10.732934°E                                          | Sulla cresta di Saent sovrastante si trova un altro lago in via di formazione (2948 m s.l.m.).                                                                                               |
|                                          | Laghetto Cima Tremenesca                                    | Laghetto Cima Tremenesca                               | 90 × 40 m              | 2 800 m²                                        |                    | 2 445 m s.l.m.          | Rabbi                                             | Gruppo dell'Ortler, sotto a Cima Tremensca 46.375196°N 10.79308°E                                               | Nei pressi altre pozze minori. |
|                                          | Laghetto di Cima Verdignana                                 | Laghetto di Cima Verdignana                            | 43 × 27 m              | "scarsa"                                        |                    | 2 532 m s.l.m.          | Rabbi                                             | Gruppo dell'Ortler, a nordest di Cima Verdignana 46.40823°N 10.730982°E                                         | |
|                                          | Lago di Coredo                                              | Lago di Coredo                                         | 486 × 265 m            | 65 000 m²                                       |                    | 876 m s.l.m.            | Predaia                                           | Presso Coredo 46.355659°N 11.106915°E                                                                           | Lago artificiale a scopo irriguo. |
|                                          | Lago di Covel, o lago Covel                                 | Lago di Covel, o lago Covel                            | 40 × 30 m              | 1 600 m²                                        |                    | 1 839 m s.l.m.          | Peio                                              | Gruppo dell'Ortler, a nordovest di Peio Paese 46.369565°N 10.650131°E                                           | È ciò che resta dell'antico lago di Tarlenta, in gran parte divenuto prato e palude. |
|                                          | Laghi Corvo                                                 | Lago Corvo, o lago Corvo Maggiore                      | 300 × 250 m            | 60 000 m²                                       | 20 m               | 2 569 m s.l.m.          | Rabbi e Ultimo (BZ)                               | Gruppo dell'Ortler, presso il passo di Rabbi 46.441228°N 10.814366°E                                            | Gruppo di laghi a cavallo del confine tra Trentino (comune di Rabbi) e Alto Adige (comune di Ultimo); in territorio altoatesino ricadono il Lago Corvo Minore e il quinto laghetto.          |
| Lago Corvo Minore, o lago di Montechiesa | Laghi Corvo                                                 | 300 × 160 m                                            | 36 000 m²              | 9 m                                             | 2 542 m s.l.m.     | 46.44525°N 10.811298°E  | Rabbi e Ultimo (BZ)                               | | Gruppo di laghi a cavallo del confine tra Trentino (comune di Rabbi) e Alto Adige (comune di Ultimo); in territorio altoatesino ricadono il Lago Corvo Minore e il quinto laghetto.          |
| Laghetto I                               | Laghi Corvo                                                 | 80 × 70 m                                              | 5 000 m²               |                                                 | 2 460 m s.l.m.     | 46.442249°N 10.817928°E | Rabbi e Ultimo (BZ)                               | | Gruppo di laghi a cavallo del confine tra Trentino (comune di Rabbi) e Alto Adige (comune di Ultimo); in territorio altoatesino ricadono il Lago Corvo Minore e il quinto laghetto.          |
| Laghetto II                              | Laghi Corvo                                                 | 190 × 50 m                                             | 6 500 m²               |                                                 | 2 623 m s.l.m.     | 46.441864°N 10.80617°E  | Rabbi e Ultimo (BZ)                               | | Gruppo di laghi a cavallo del confine tra Trentino (comune di Rabbi) e Alto Adige (comune di Ultimo); in territorio altoatesino ricadono il Lago Corvo Minore e il quinto laghetto.          |
| Laghetto III                             | Laghi Corvo                                                 | 100 × 60 m                                             | 5 000 m²               |                                                 | 2 655 m s.l.m.     | 46.440105°N 10.804861°E | Rabbi e Ultimo (BZ)                               | | Gruppo di laghi a cavallo del confine tra Trentino (comune di Rabbi) e Alto Adige (comune di Ultimo); in territorio altoatesino ricadono il Lago Corvo Minore e il quinto laghetto.          |
| Laghetto IV                              | Laghi Corvo                                                 | 52 × 32 m                                              |                        |                                                 | 2 722 m s.l.m.     | 46.441154°N 10.799925°E | Rabbi e Ultimo (BZ)                               | | Gruppo di laghi a cavallo del confine tra Trentino (comune di Rabbi) e Alto Adige (comune di Ultimo); in territorio altoatesino ricadono il Lago Corvo Minore e il quinto laghetto.          |
| Laghetto V                               | Laghi Corvo                                                 |                                                        |                        |                                                 | 2 543 m s.l.m.     | 46.446758°N 10.816276°E | Rabbi e Ultimo (BZ)                               | | Gruppo di laghi a cavallo del confine tra Trentino (comune di Rabbi) e Alto Adige (comune di Ultimo); in territorio altoatesino ricadono il Lago Corvo Minore e il quinto laghetto.          |
|                                          | Lago Denza, o lago Presanella, o lago al Rifugio Denza      | Lago Denza, o lago Presanella, o lago al Rifugio Denza | 120 × 90 m             | 8 000 m²                                        | 10 m               | 2 340 m s.l.m.          | Vermiglio                                         | Gruppo della Presanella, presso il Rifugio Denza 46.242485°N 10.652919°E                                        | |
|                                          | Lago Durigal Inferiore                                      | Lago Durigal Inferiore                                 | 45 × 34 m              |                                                 |                    | 1 870 m s.l.m.          | Cles                                              | Gruppo di Brenta, presso il Rifugio Peller 46.31923°N 10.960879°E                                               | |
|                                          | Lago Durigal Superiore                                      | Lago Durigal Superiore                                 | 130 × 40 m             |                                                 |                    | 1 908 m s.l.m.          | Cles e Ville d'Anaunia                            | Gruppo di Brenta, presso il Rifugio Peller 46.319096°N 10.954528°E                                              | |
|                                          | Lago El Bus, o del Bus                                      | Lago El Bus, o del Bus                                 | 70 × 50 m              | 2 500 m²                                        |                    | 2 270 m s.l.m.          | Pellizzano                                        | Gruppo della Presanella, ai piedi di Cima Schulz 46.26635°N 10.784798°E                                         | |
|                                          | Laghetti di Grumi                                           | Inferiore I                                            | 42 × 25 m              |                                                 | "scarsa"           | 2 055 m s.l.m.          | Rumo                                              | Gruppo delle Maddalene, ai piedi del Monte Pin 46.443462°N 10.969963°E                                          | Spesso secchi in estate. |
| Inferiore II                             | Laghetti di Grumi                                           | 21 × 15 m                                              |                        | 46.44319°N 10.970392°E                          | "scarsa"           | 2 055 m s.l.m.          | Rumo                                              | | Spesso secchi in estate. |
| Inferiore III                            | Laghetti di Grumi                                           | 51 × 23 m                                              |                        | 46.443566°N 10.971603°E                         | "scarsa"           | 2 055 m s.l.m.          | Rumo                                              | | Spesso secchi in estate. |
| Superiore                                | Laghetti di Grumi                                           | 71 × 38 m                                              |                        | 2 085 m s.l.m.                                  | "scarsa"           | 46.440578°N 10.969398°E | Rumo                                              | | Spesso secchi in estate. |
|                                          | Laghetto dell'Iride                                         | Laghetto dell'Iride                                    | 60 × 27 m              | 1 200 m² circa                                  | 2 m                | 2 575 m s.l.m.          | Pellizzano                                        | Gruppo dell'Ortler, sotto a Cima delle Pozze 46.363455°N 10.757852°E                                            | |
|                                          | Lagostel                                                    | Lagostel                                               | 70 × 60 m              | 3 700 m²                                        |                    | 2 454 m s.l.m.          | Peio                                              | Gruppo dell'Ortler, a nord di Malga Paludei 46.349357°N 10.580435°E                                             | |
|                                          | Laghetto Lagostel                                           | Laghetto Lagostel                                      | 50 × 40 m              | 1 500 m²                                        | 1 m                | 2 612 m s.l.m.          | Peio                                              | Gruppo dell'Ortler, a nord di Malga Paludei 46.352556°N 10.584383°E                                             | |
|                                          | Lago della Lama                                             | Lago della Lama                                        | 60 × 40 m              | 1 800 m²                                        |                    | 2 275 m s.l.m.          | Peio                                              | Gruppo dell'Ortler, a est della Centrale di Malga Mare 46.41542°N 10.692707°E                                   | |
|                                          | Laghetto Lavazzè                                            | Laghetto Lavazzè                                       | 65 × 45 m              | 3 200 m²                                        | "scarsa"           | 2 131 m s.l.m.          | Rumo                                              | Gruppo Cima di Quaira-Cima degli Olmi, presso Passo Binasia 46.444644°N 10.959935°E                             | |
|                                          | Lago Lungo                                                  | Lago Lungo                                             | 350 × 100 m            | 22 720 m²                                       | 6 m                | 2 553 e 2 550 m s.l.m.  | Peio                                              | Gruppo dell'Ortler, Val Lagolungo 46.430222°N 10.684167°E                                                       | |
|                                          | Laghetto di Malga Laresè                                    | Laghetto di Malga Laresè                               | 40 × 40 m              |                                                 |                    | 1 976 m s.l.m.          | Bresimo                                           | Gruppo delle Maddalene, ai piedi di Cima Lac 46.396733°N 10.925238°E                                            | |
|                                          | Lago di Malga Paludei                                       | Lago di Malga Paludei                                  | 170 × 50 m             | 6 500 m²                                        |                    | 2 240 m s.l.m.          | Peio                                              | Gruppo dell'Ortler, presso l'omonima malga 46.337477°N 10.56947°E                                               | |
|                                          | Laghetto di Malga Vallenaia                                 | Laghetto di Malga Vallenaia                            | 61 × 22 m              |                                                 |                    | 2 259 m s.l.m.          | Pellizzano                                        | Gruppo dell'Ortler, a nord di Malga Vallenaia 46.353219°N 10.776247°E                                           | |
|                                          | Lago delle Malghette                                        | Lago delle Malghette                                   | 470 × 292 m            | 95 400 m²                                       | 10,5 m             | 1 880 m s.l.m.          | Pinzolo                                           | Gruppo della Presanella, presso il passo dell'Ometto 46.26725°N 10.81925°E                                      | |
|                                          | Laghi del Malghetto, o del Malghetto di Mezzana, o di Lores | Inferiore                                              | 120 × 90 m             | 7 000 m²                                        | 12,5 m             | 2 001 m s.l.m.          | Mezzana                                           | Gruppo della Presanella, all'inizio della Valletta di Lores presso il passo dell'Ometto 46.279046°N 10.810343°E | |
| Superiore                                | Laghi del Malghetto, o del Malghetto di Mezzana, o di Lores | 230 × 80 m                                             | 11 500 m²              | 5 m                                             | 2 023 m s.l.m.     | 46.276392°N 10.808948°E | Mezzana                                           | | |
|                                          | Lago delle Marmotte                                         | Lago delle Marmotte                                    | 203 × 136 m            | 21 400 m²                                       | 6,5 m              | 2 705 m s.l.m.          | Peio                                              | Gruppo dell'Ortler, alta Val de la Mare 46.438626°N 10.674334°E                                                 | |
|                                          | Lago di Mollaro                                             | Lago di Mollaro                                        |                        | 90 000 m²                                       |                    | 347 m s.l.m.            | Predaia e Ville d'Anaunia                         | Val di Non, a valle di Mollaro 46.299657°N 11.061902°E                                                          | Lago artificiale. |
|                                          | Laghetti del Monte Tonale                                   | Inferiore                                              | 40 × 40 m              | 1 300 m²                                        |                    | 2 570 m s.l.m.          | Vermiglio                                         | Gruppo dell'Ortler, ai piedi del Monte Tonale Occidentale 46.28124°N 10.56566°E                                 | Livello fortemente variabile. |
| Superiore                                | Laghetti del Monte Tonale                                   | 70 × 45 m                                              | 2 500 m²               |                                                 | 2 581 m s.l.m.     | 46.28259°N 10.56338°E   | Vermiglio                                         | | Livello fortemente variabile. |
|                                          | Laghetti del Monticello                                     | Inferiore                                              | 70 × 30 m              | 1 600 m²                                        |                    | 2 544 m s.l.m.          | Vermiglio                                         | Gruppo della Presanella, presso il Passo Paradiso (o del Monticello) 46.23945°N 10.581304°E                     | Lo spartiacque del Medio è indeciso. |
| Medio                                    | Laghetti del Monticello                                     | 110 × 70 m                                             | 6 000 m²               |                                                 | 2 558 m s.l.m.     | 46.238203°N 10.580177°E | Vermiglio                                         | | Lo spartiacque del Medio è indeciso. |
| Superiore                                | Laghetti del Monticello                                     | 70 × 35 m                                              | 1 700 m²               |                                                 | 2 632 m s.l.m.     | 46.234982°N 10.575575°E | Vermiglio                                         | | Lo spartiacque del Medio è indeciso. |
|                                          | Lago del Monticello                                         | Lago del Monticello                                    | 200 × 140 m            | 22 000 m²                                       |                    | 2 595 m s.l.m.          | Vermiglio                                         | Gruppo della Presanella, presso il Passo Paradiso (o del Monticello) 46.236326°N 10.581702°E                    | Spartiacque indeciso. |
|                                          | Laghetti di Montozzo                                        | I                                                      | 80 × 20 m              | 1 300 m²                                        |                    | 2 569 m s.l.m.          | Peio                                              | Gruppo dell'Ortler, tra la Punta di Montozzo, la Punta di Ercavallo e il Cocchiole 46.314791°N 10.57668°E       | |
| II                                       | Laghetti di Montozzo                                        | 60 × 40 m                                              | 1 500 m²               |                                                 | 2 588 m s.l.m.     | 46.31282°N 10.575221°E  | Peio                                              | | |
| III                                      | Laghetti di Montozzo                                        | 95 × 65 m                                              | 5 000 m²               |                                                 | 2 588 m s.l.m.     | 46.317014°N 10.577152°E | Peio                                              | | |
| IV                                       | Laghetti di Montozzo                                        | 60 × 30 m                                              | 1 200 m²               |                                                 | 2 659 m s.l.m.     | 46.320615°N 10.580521°E | Peio                                              | | |
| V                                        | Laghetti di Montozzo                                        | 120 × 60 m                                             | 5 000 m²               |                                                 | 2 661 m s.l.m.     | 46.316125°N 10.570371°E | Peio                                              | | |
| VI                                       | Laghetti di Montozzo                                        | 90 × 40 m                                              | 2 500 m²               |                                                 | 2 745 m s.l.m.     | 46.320585°N 10.567389°E | Peio                                              | | |
| VII                                      | Laghetti di Montozzo                                        | 50 × 40 m                                              | 1 600 m²               |                                                 | 2 766 m s.l.m.     | 46.321504°N 10.570929°E | Peio                                              | | |
|                                          | Lago Nero o Lago Scuro                                      | Lago Nero o Lago Scuro                                 | 130 × 50 m             | 6 100 m²                                        | 3,5 m              | 2 621 m s.l.m.          | Peio                                              | Gruppo dell'Ortler, 100 metri a ovest del lago del Careser 46.427446°N 10.69356°E                               | |
|                                          | Lago Nuovo Vedretta del Careser                             | Lago Nuovo Vedretta del Careser                        | 250 × 60 m             | 11 000 m²                                       |                    | 2 978 m s.l.m.          | Rabbi                                             | Gruppo dell'Ortler, a est di Cima Lagolungo 46.441421°N 10.702915°E                                             | Nei pressi altri due laghetti non catastati, uno nascente sotto Cima Campisol (2957 m s.l.m.), l'altro sotto Cima Saent (2948 m s.l.m.).                                                     |
|                                          | Lago di Ortisé                                              | Lago di Ortisé                                         | 130 × 80 m             | 8 500 m²                                        |                    | 2 450 m s.l.m.          | Mezzana                                           | Gruppo dell'Ortler, a sud di Passo Tremenesca 46.362034°N 10.791428°E                                           | |
|                                          | Laghetto del Passo dei Contrabbandieri                      | Laghetto del Passo dei Contrabbandieri                 | 50 × 40 m              | 1 500 m²                                        | 1 m                | 2 720 m s.l.m.          | Vermiglio                                         | Gruppo dell'Ortler, a nordest del passo dei Contrabbandieri 46.355659°N 11.106915°E                             | |
|                                          | Lago di Passo della Gaiarda                                 | Lago di Passo della Gaiarda                            | 60 × 82 m              |                                                 |                    | 2 084 m s.l.m.          | Ville d'Anaunia                                   | Gruppo di Brenta, a nord dell'omonimo passo 46.205349°N 10.938735°E                                             | Dimensioni assai variabili. |
|                                          | Lago di Pian Palù                                           | Lago di Pian Palù                                      |                        | 530 000 m²                                      | 50 m               | 1 790 m s.l.m.          | Peio                                              | Nella Val del Monte a sudovest di Peio Fonti 46.332777°N 10.606111°E                                            | Lago artificiale ad uso della centrale di Cogolo. |
|                                          | Lago Piccolo                                                | Lago Piccolo                                           | 90 × 60 m              | 4 000 m²                                        |                    | 2 314 m s.l.m.          | Vermiglio                                         | Gruppo della Presanella, sotto a Cima Stavel 46.264006°N 10.709395°E                                            | Talvolta asciutto in autunno e inverno. |
|                                          | Laghetto del Piron                                          | Laghetto del Piron                                     | 53 × 30 m              |                                                 | "scarsa"           | 2 204 m s.l.m.          | Rumo                                              | Gruppo delle Maddalene, presso Passo Binasia 46.442352°N 10.959055°E                                            | |
|                                          | Lago Poinella                                               | Lago Poinella                                          | 130 × 40 m             | 4 000 m² (circa, comprese le pozze circostanti) |                    | 2 177 m s.l.m.          | Rumo                                              | Gruppo Cima di Quaira-Cima degli Olmi, a est del Passo della Siromba 46.457144°N 10.941482°E                    | Nei pressi altre pozze minori. |
|                                          | Laghetti delle Pozze                                        | I                                                      | 90 × 40 m              | 2 500 m²                                        |                    | 2 761 m s.l.m.          | Peio                                              | Gruppo dell'Ortler, sotto la Cima di Lago Lungo 46.438818°N 10.686114°E                                         | Nei pressi altre pozze di minore importanza. |
| II                                       | Laghetti delle Pozze                                        | 100 × 40 m                                             | 3 200 m²               |                                                 | 2 770 m s.l.m.     | 46.436896°N 10.688903°E | Peio                                              | | Nei pressi altre pozze di minore importanza. |
|                                          | Lago di Presena                                             | Lago di Presena                                        | 260 × 120 m            | 26 000 m²                                       | 1 m                | 2 181 m s.l.m.          | Vermiglio                                         | Gruppo della Presanella, ai piedi della Vedretta di Presena orientale 46.236853°N 10.599961°E                   | |
|                                          | Lago Quarto, o lago di Soprasasso Alto                      | Lago Quarto, o lago di Soprasasso Alto                 | 280 × 160 m            | 35 000 m²                                       |                    | 2 496 m s.l.m.          | Rabbi                                             | Gruppo dell'Ortler, tra il Monte Saleci e Cima Tremenesca 46.37148°N 10.809817°E                                | |
|                                          | Laghetto Rifugio Cevedale                                   | Laghetto Rifugio Cevedale                              | 80 × 70 m              | 5 000 m²                                        |                    | 2 682 m s.l.m.          | Peio                                              | Gruppo dell'Ortler, a nordovest del rifugio Larcher 46.441805°N 10.65942°E                                      | Lago senescente. |
|                                          | Laghetto Rifugio Dorigoni                                   | Laghetto Rifugio Dorigoni                              | 40 × 35 m              | 1 200 m²                                        | "molto modesta"    | 2 410 m s.l.m.          | Rabbi                                             | Gruppo dell'Ortler, presso il Rifugio Dorigoni 46.460639°N 10.754693°E                                          | |
|                                          | Lago Rotondo                                                | Lago Rotondo                                           | 400 × 280 m            | 86 000 m²                                       | 47 m               | 2 423 m s.l.m.          | Rabbi                                             | Gruppo dell'Ortler, tra il Monte Saleci e Cima Tremenesca 46.367127°N 10.812993°E                               | |
|                                          | Laghetto sopra a Lago Rotondo                               | Laghetto sopra a Lago Rotondo                          | 50 × 40 m              | 1 200 m²                                        |                    | 2 651 m s.l.m.          | Rabbi                                             | Gruppo dell'Ortler, a ovest del lago Rotondo 46.366772°N 10.804839°E                                            | |
|                                          | Lago delle Salare                                           | Lago delle Salare                                      | 70 × 30 m              | 1 600 m²                                        |                    | 2 003 m s.l.m.          | Cles                                              | Gruppo di Brenta, presso il Passo della Forcola 46.307491°N 10.927995°E                                         | Il lago è soggetto a forti variazioni di livello e risulta talvolta suddiviso in due bacini.                                                                                                 |
|                                          | Lago di Saleci                                              | Lago di Saleci                                         | 210 × 80 m             | 15 000 m²                                       |                    | 2 319 m s.l.m.          | Rabbi                                             | Gruppo dell'Ortler, ai piedi di Monte Saleci 46.359339°N 10.824795°E                                            | |
|                                          | Laghetti di San Leonardo                                    | Laghetti di San Leonardo                               |                        |                                                 |                    |                         | Vermiglio                                         | Nel fondovalle appena a sudovest di Pizzano 46.28933°N 10.68067°E                                               | Gruppo di quattro laghetti artificiali ornamentali. |
|                                          | Lago di Santa Giustina                                      | Lago di Santa Giustina                                 | 7 500 × 1 500 m        | 4 000 000 m²                                    | 150 m              | 530 m s.l.m.            | Cles, Novella, Predaia, Sanzeno e Ville d'Anaunia | Alta Val di Non 46.373122°N 11.049242°E                                                                         | È il più grande lago artificiale della provincia di Trento e supera per volume (ma non per superficie) anche il lago di Caldonazzo (172 milioni di metri cubi contro 149).                   |
|                                          | Lago Scuro (Malghette)                                      | Lago Scuro (Malghette)                                 | 180 × 100 m            | 11 900 m²                                       | 4 m                | 2 160 m s.l.m.          | Pinzolo                                           | Gruppo della Presanella, ai piedi del monte Zeledria 46.25552°N 10.802522°E                                     | |
|                                          | Lago Scuro (Monticello)                                     | Lago Scuro (Monticello)                                | 70 × 40 m              | 2 500 m²                                        |                    | 2 650 m s.l.m.          | Vermiglio                                         | Gruppo della Presanella, ai piedi del Ghiacciaio del Presena 46.22762°N 10.582795°E                             | Soggetto a forti variazioni di livello stagionali. |
|                                          | Lago Secco                                                  | Lago Secco                                             | 103 × 61 m             |                                                 | "scarsa"           | 2 000 m s.l.m.          | Ville d'Anaunia                                   | Gruppo di Brenta, ai piedi del Termoncello 46.217755°N 10.937619°E                                              | Lago dalle dimensioni molto variabili, spesso asciutto d'estate. |
|                                          | Lago di Serro                                               | Lago di Serro                                          | 60 × 50 m              | 2 500 m²                                        |                    | 2 476 m s.l.m.          | Rabbi                                             | Gruppo dell'Ortler, sotto a Cima Tremensca 46.378283°N 10.808626°E                                              | |
|                                          | Lago Smeraldo                                               | Lago Smeraldo                                          |                        | 25 000 m²                                       |                    | 1 010 m s.l.m.          | Borgo d'Anaunia                                   | All'imbocco del canyon di Fondo 46.444678°N 11.143531°E                                                         | Lago artificiale ornamentale. |
|                                          | Lago di Soprasasso                                          | Lago di Soprasasso                                     | 200 × 90 m             | 11 400 m²                                       | 16 m               | 2 179 m s.l.m.          | Rabbi                                             | Gruppo dell'Ortler, accanto a Malga Soprasasso Alta 46.376929°N 10.825782°E                                     | |
|                                          | Laghetto di Soprasasso                                      | Laghetto di Soprasasso                                 | 70 × 50 m              | 2 400 m²                                        |                    | 2 425 m s.l.m.          | Rabbi                                             | Gruppo dell'Ortler, tra il Monte Saleci e Cima Tremenesca 46.372398°N 10.813208°E                               | |
|                                          | Laghi di Sternai                                            | Inferiore                                              | 270 × 175 m            | 36 000 m²                                       |                    | 2 595 m s.l.m.          | Rabbi                                             | Gruppo dell'Ortler, tra Cima di Saent, Cima di Rabbi e Cima di Sternai 46.466965°N 10.754542°E                  | Originati dal ritiro delle vedrette delle cime soprastanti; i due laghetti "nuovi" sono posteriori al 1945.                                                                                  |
| Medio                                    | Laghi di Sternai                                            | 230 × 170 m                                            | 20 000 m²              |                                                 | 2 742 m s.l.m.     | 46.472241°N 10.747461°E | Rabbi                                             | | Originati dal ritiro delle vedrette delle cime soprastanti; i due laghetti "nuovi" sono posteriori al 1945.                                                                                  |
| Superiore                                | Laghi di Sternai                                            | 190 × 180 m                                            | 25 000 m²              |                                                 | 2 778 m s.l.m.     | 46.47502°N 10.752246°E  | Rabbi                                             | | Originati dal ritiro delle vedrette delle cime soprastanti; i due laghetti "nuovi" sono posteriori al 1945.                                                                                  |
| Laghetto I                               | Laghi di Sternai                                            | 80 × 50 m                                              | 3 000 m²               |                                                 | 2 610 m s.l.m.     | 46.465857°N 10.745401°E | Rabbi                                             | | Originati dal ritiro delle vedrette delle cime soprastanti; i due laghetti "nuovi" sono posteriori al 1945.                                                                                  |
| Laghetto II                              | Laghi di Sternai                                            | 80 × 40 m                                              | 25 000 m²              |                                                 | 2 800 m s.l.m.     | 46.472966°N 10.742269°E | Rabbi                                             | | Originati dal ritiro delle vedrette delle cime soprastanti; i due laghetti "nuovi" sono posteriori al 1945.                                                                                  |
| Laghetto III                             | Laghi di Sternai                                            | 160 × 60 m                                             | 7 500 m²               |                                                 | 2 865 m s.l.m.     | 46.477798°N 10.755336°E | Rabbi                                             | | Originati dal ritiro delle vedrette delle cime soprastanti; i due laghetti "nuovi" sono posteriori al 1945.                                                                                  |
| Laghetto Nuovo I                         | Laghi di Sternai                                            | 150 × 90 m                                             | 10 000 m²              | 2,2 m                                           | 3 015 m s.l.m.     | 46.482629°N 10.75701°E  | Rabbi                                             | | Originati dal ritiro delle vedrette delle cime soprastanti; i due laghetti "nuovi" sono posteriori al 1945.                                                                                  |
| Laghetto Nuovo II                        | Laghi di Sternai                                            |                                                        |                        |                                                 | 3 007 m s.l.m.     | 46.48223°N 10.759521°E  | Rabbi                                             | | Originati dal ritiro delle vedrette delle cime soprastanti; i due laghetti "nuovi" sono posteriori al 1945.                                                                                  |
|                                          | Laghetti di Strino                                          | Inferiore                                              | 50 × 40 m              | 1 800 m²                                        | 2 m                | 2 592 m s.l.m.          | Pellizzano                                        | Gruppo dell'Ortler, ai piedi di Cima Redival 46.304052°N 10.60598°E                                             | |
| Superiore                                | Laghetti di Strino                                          | 70 × 40 m                                              | 3 200 m²               |                                                 | 2 601 m s.l.m.     | 46.304037°N 10.60922°E  | Pellizzano                                        | | |
|                                          | Lago di Tavon                                               | Lago di Tavon                                          | 586 × 152 m            | 35 000 m²                                       |                    | 862 m s.l.m.            | Predaia                                           | Presso Tavon 46.359794°N 11.107509°E                                                                            | Lago artificiale a scopo irriguo. |
|                                          | Lago di Tovel                                               | Lago di Tovel                                          | 1 000 × 570 m          | 382 500 m²                                      | 39 m               | 1 178 m s.l.m.          | Ville d'Anaunia                                   | Val di Tovel 46.26155°N 10.947997°E                                                                             | Detto anche "Lago Rosso", per il celebre fenomeno dell'arrossamento che avveniva fino al 1964.                                                                                               |
|                                          | Tre Laghi                                                   | Inferiore                                              | 202 × 160 m            | 16 700 m²                                       | 16 m               | 2 256 m s.l.m.          | Pinzolo                                           | Gruppo della Presanella, ai piedi della Cima di Laste 46.259051°N 10.797265°E                                   | |
| Medio                                    | Tre Laghi                                                   | 70 × 45 m                                              | 1 700 m²               | 1,7 m                                           | 2 271 m s.l.m.     | 46.260743°N 10.797758°E | Pinzolo                                           | | |
| Superiore                                | Tre Laghi                                                   | 170 × 160 m                                            | 14 700 m²              | 8 m                                             | 2 282 m s.l.m.     | 46.260394°N 10.795162°E | Pinzolo                                           | | |
|                                          | Laghetto di Tres                                            | Laghetto di Tres                                       |                        | 25 000 m²                                       |                    | 828 m s.l.m.            | Predaia                                           | Presso Tres 46.327313°N 11.098595°E                                                                             | Lago artificiale a scopo irriguo. |
|                                          | Laghetti di Val Baselga                                     | Inferiore                                              | 40 × 30 m              | 1 000 m²                                        |                    | 2 298 m s.l.m.          | Pellizzano                                        | Gruppo della Presanella, Val Baselga 46.257523°N 10.759574°E                                                    | |
| Superiore                                | Laghetti di Val Baselga                                     | 60 × 35 m                                              | 1 700 m²               |                                                 | 2 384 m s.l.m.     | 46.259051°N 10.764209°E | Pellizzano                                        | | |
|                                          | Laghetto Valle di Campisol                                  | Laghetto Valle di Campisol                             | 120 × 30 m             | 3 000 m²                                        |                    | 2 432 m s.l.m.          | Rabbi                                             | Gruppo dell'Ortler, Piana del Campisol 46.435846°N 10.748405°E                                                  | |
|                                          | Laghetto Val Gelada                                         | Laghetto Val Gelada                                    | 65 × 30 m              | 1 800 m²                                        |                    | 2 361 m s.l.m.          | Pellizzano                                        | Gruppo della Presanella, presso il passo di Val Gelada 46.256336°N 10.774552°E                                  | |
|                                          | Laghetti di Val Maleda                                      | Inferiore                                              | 60 × 50 m              | 2 500 m²                                        |                    | 2 263 m s.l.m.          | Rabbi                                             | Gruppo dell'Ortler, sotto a Cima Verdignana 46.405078°N 10.739329°E                                             | |
| Superiore                                | Laghetti di Val Maleda                                      | 55 × 45 m                                              | 2 000 m² circa         |                                                 | 2 510 m s.l.m.     | 46.40297°N 10.731164°E  | Rabbi                                             | | |
|                                          | Laghetto Val della Mite, o laghetto della Mite              | Laghetto Val della Mite, o laghetto della Mite         | 100 × 70 m             | 5 000 m²                                        |                    | 2 826 m s.l.m.          | Peio                                              | Gruppo dell'Ortler, nell'omonima valle, a sud del Rifugio Vioz 46.389792°N 10.636514°E                          | |
|                                          | Laghetti Val Presanella                                     | I                                                      | 160 × 70 m             | 8 000 m²                                        |                    | 2 419 m s.l.m.          | Vermiglio                                         | Gruppo della Presanella, Val Presanella a sudovest del Rifugio Denza 46.23876°N 10.653316°E                     | Laghetti in fase di colmatazione. |
| II                                       | Laghetti Val Presanella                                     | 90 × 50 m                                              | 4 000 m²               |                                                 | 2 537 m s.l.m.     | 46.237298°N 10.646642°E | Vermiglio                                         | | Laghetti in fase di colmatazione. |
|                                          | Laghetto Val San Giacomo                                    | Laghetto Val San Giacomo                               | 100 × 40 m             | 3 200 m²                                        |                    | 2 262 m s.l.m.          | Vermiglio                                         | Gruppo della Presanella, nell'omonima valle 46.23896°N 10.626354°E                                              | |
|                                          | Lago di Val Umbrina, o di Vallumbrina o Vallombrina         | Lago di Val Umbrina, o di Vallumbrina o Vallombrina    | 120 × 80 m             | 6 900 m²                                        |                    | 2 784 m s.l.m.          | Peio                                              | Gruppo dell'Ortler, a est del Passo Dosegù 46.353711°N 10.5546°E                                                | |
|                                          | Laghetti di Valletta                                        | Inferiore                                              | 50 × 30 m              | 1 200 m²                                        |                    | 2 650 m s.l.m.          | Peio                                              | Gruppo dell'Ortler, sotto al Corno dei Tre Signori 46.348113°N 10.541039°E                                      | |
| Superiore                                | Laghetti di Valletta                                        | 60 × 40 m                                              | 2 000 m²               | 2,5 m                                           | 2 722 m s.l.m.     | 46.347461°N 10.527477°E | Peio                                              | | |
|                                          | Lago Valletta                                               | Lago Valletta                                          | 100 × 30 m             | 3 200 m²                                        |                    | 2 348 m s.l.m.          | Rabbi                                             | Gruppo dell'Ortler, in destra orografica nell'alta valle del torrente Rabbies 46.452465°N 10.761452°E           | |
|                                          | Laghetti Vedretta di Cavaion                                | I                                                      | 80 × 50 m              | 3 500 m²                                        | 3 m                | 2 808 m s.l.m.          | Peio                                              | Gruppo dell'Ortler, sotto a Cima Ponte Vecchio 46.426765°N 10.717421°E                                          | |
| II                                       | Laghetti Vedretta di Cavaion                                | 70 × 50 m                                              | 2 500 m²               |                                                 | 2 823 m s.l.m.     | 46.428096°N 10.713665°E | Peio                                              | | |
| III                                      | Laghetti Vedretta di Cavaion                                | 60 × 40 m                                              | 1 275 m²               | 3 m                                             | 2 875 m s.l.m.     | 46.423038°N 10.717206°E | Peio                                              | | |
|                                          | Laghetti di Vedretta Marmotta                               | I                                                      | 55 × 40 m              | 1 500 m²                                        |                    | 2 987 m s.l.m.          | Peio                                              | Gruppo dell'Ortler, tra Cima Nera e il Passo Vedretta Alta 46.445538°N 10.67516°E                               | |
| II                                       | Laghetti di Vedretta Marmotta                               | 125 × 60 m                                             | 5 000 m²               | 3 m                                             | 3 005 m s.l.m.     | 46.44613°N 10.669312°E  | Peio                                              | | |
| III                                      | Laghetti di Vedretta Marmotta                               | 65 × 35 m                                              | 1 600 m²               |                                                 | 3 020 m s.l.m.     | 46.448251°N 10.669001°E | Peio                                              | | |
| IV                                       | Laghetti di Vedretta Marmotta                               | 50 × 25 m                                              | 1 000 m²               | 2,7 m                                           | 3 085 m s.l.m.     | 46.45°N 10.67056°E      | Peio                                              | | |
| V                                        | Laghetti di Vedretta Marmotta                               | 40 × 15 m                                              | 800 m²                 |                                                 | 3 135 m s.l.m.     | 46.451851°N 10.665987°E | Peio                                              | | |
|                                          | Laghetti di Vedretta Saent, o laghetti di Saent             | Maggiore                                               | 80 × 45 m              | 3 000 m²                                        | 4,9 m              | 2 865 m s.l.m.          | Rabbi                                             | Gruppo dell'Ortler, a nordest di Cima Mezzena 46.458703°N 10.73051°E                                            | Laghetti nati dopo il 1945; nei pressi altri due più piccoli. |
| Minore                                   | Laghetti di Vedretta Saent, o laghetti di Saent             | 60 × 35 m                                              | 1 500 m²               | 3,3 m                                           | 2 823 m s.l.m.     | 46.458201°N 10.731754°E | Rabbi                                             | | Laghetti nati dopo il 1945; nei pressi altri due più piccoli. |
|                                          | Lago Vedretta di Villacorna, o lago di Villacorna           | Lago Vedretta di Villacorna, o lago di Villacorna      | 100 × 90 m             | 11 000 m²                                       |                    | 3 054 m s.l.m.          | Peio                                              | Gruppo dell'Ortler, ai piedi della Vedretta di Villacorna 46.362567°N 10.559278°E                               | Generalmente congelato. |
|                                          | Lago Venezia                                                | Lago Venezia                                           | 210 × 105 m            |                                                 | "scarsa"           | 2 045 m s.l.m.          | Ossana                                            | Gruppo della Presanella, tra Passo Montanel e Passo Scarpacò 46.252701°N 10.716562°E                            | Lago trasformato pressoché del tutto in torbiera, spesso quasi asciutto in estate. Tomasi lo annovera tra quelli scomparsi.                                                                  |
|                                          | Lago Verdés                                                 | Lago Verdés                                            | 80 × 60 m              | 3 700 m²                                        |                    | 1 641 m s.l.m.          | Cles                                              | Gruppo di Brenta, a ovest di Mechel 46.349905°N 10.981543°E                                                     | Lago in via di scomparsa. |

## Bacino idrografico della Sarca
La Sarca (o il Sarca) nasce a Pinzolo dalla confluenza della Sarca di Campiglio (che ha le sorgenti a Campo Carlo Magno) e dalla Sarca di Nambrone (che ha origine nell'omonima valle nel gruppo della Presanella). Percorre la Val Rendena verso sud, devia verso est presso Tione di Trento e alle Sarche entra nella bassa Val dei Laghi, proseguendo fino a gettarsi nel lago di Garda a Torbole. Il suo bacino ha un'estensione di 1 291 km².
Vari laghetti di breve durata si sono formati nel corso dei secoli nella zona delle Marocche di Dro; tra questi è da citare il Laghetto di Pietra Murata, documentato dal 1452 sino alla fine del Settecento, e forse coincidente con uno degli altre tre laghi scomparsi che si trovavano intorno al paese di Pietramurata, ossia il Lago Nero, il Lago le Strette e il Lago della Casina. Sul gruppo dell'Adamello sono scomparsi i laghetti di Folgorida (2506 m) e lago di Redont (2150 m).
| Immagine  | Nome                                           | Nome                                           | Lunghezza e larghezza | Superficie   | Profondità massima      | Altitudine              | Comune                                                                                   | Ubicazione | Informazioni |
| --------- | ---------------------------------------------- | ---------------------------------------------- | --------------------- | ------------ | ----------------------- | ----------------------- | ---------------------------------------------------------------------------------------- | --- | --- |
|           | Laghetto Altar                                 | Laghetto Altar                                 | 90 × 45 m             | 3 200 m²     |                         | 2 173 m s.l.m.          | Spiazzo                                                                                  | Gruppo dell'Adamello, presso Passo Altar 46.122928°N 10.652747°E                                                  | |
|           | Laghetto Altar Alto                            | Laghetto Altar Alto                            | 70 × 30 m             | 3 000 m²     |                         | 2 355 m s.l.m.          | Spiazzo                                                                                  | Gruppo dell'Adamello, presso Passo Altar 46.130869°N 10.649357°E                                                  | |
|           | Lago di Andalo                                 | Lago di Andalo                                 | 110 × 200 m           | 250 000 m²   | 15 m                    | 994 m s.l.m.            | Andalo                                                                                   | Nel solco tra la catena del Brenta e la dorsale Paganella-Gazza, appena a nord di Andalo 46.175167°N 11.006444°E  | Lago dalle dimensioni variabilissime, che generalmente si secca a intervalli regolari. |
|           | Laghetto Asbelz                                | Laghetto Asbelz                                | 100 × 30 m            | 2 200 m²     |                         | 2 020 m s.l.m.          | San Lorenzo Dorsino                                                                      | Gruppo di Brenta, presso la Forcoletta di Jon 46.10536°N 10.85269°E                                               | |
|           | Lago dei Bagàtoi                               | Lago dei Bagàtoi                               | 70 × 50 m             | 3 000 m²     |                         | 162 m s.l.m.            | Dro                                                                                      | Località Lago 45.982407°N 10.922009°E                                                                             | Livello variabile, e talvolta quasi asciutto d'inverno; è adibito alla pesca sportiva. |
|           | Laghetto di Banco                              | Laghetto di Banco                              | 70 × 20 m             | 2 000 m²     |                         | 2 147 m s.l.m.          | Spiazzo                                                                                  | Gruppo dell'Adamello, presso il Passo del Forcellino 46.126765°N 10.682788°E                                      | Lago in fase di senescenza. |
|           | Laghetto Bocca (o Bocchetta) dell'Uomo         | Laghetto Bocca (o Bocchetta) dell'Uomo         | 60 × 30 m             | 1 200 m²     |                         | 2 184 m s.l.m.          | Giustino                                                                                 | Gruppo della Presanella, ai piedi del Campanile di San Giusto 46.21178°N 10.70167°E                               | Alcune altre pozze nei pressi. |
|           | Laghetto di Bon                                | Laghetto di Bon                                | 80 × 40 m             | 2 700 m²     |                         | 2 584 m s.l.m.          | Carisolo                                                                                 | Gruppo della Presanella, presso passo Scarpacò 46.236585°N 10.714138°E                                            | Lago in fase di senescenza avanzata, con alcune altre pozze nei pressi. |
|           | Lago della Busa del Morto                      | Lago della Busa del Morto                      | 330 × 220 m           | 52 600 m²    | 40 m                    | 2 780 m s.l.m.          | Massimeno                                                                                | Gruppo dell'Adamello, poco a nord del Passo dei Pozzoni 46.130363°N 10.618458°E                                   | Lago recente, nato dallo scioglimento della Vedretta di Lares dal 1928 circa; il nome è riferito a un soldato caduto in un crepaccio durante la Grande Guerra, il cui corpo fu recuperato in quell'anno. |
|           | Lago Carera, o lago di Fiavé                   | Lago Carera, o lago di Fiavé                   |                       | 20 000 m²    |                         | 646 m s.l.m.            | Fiavé                                                                                    | Appena a sudovest di Fiavé 45.995111°N 10.829306°E                                                                | Lago completamente trasformato in torbiera, che con l'estrazione della torba è stato parzialmente ripristinato in due piccoli specchi d'acqua immersi in una zona paludosa. |
|           | Lago di Cavedine                               | Lago di Cavedine                               | 2 500 × 600 m         | 1 010 000 m² | 50,4 m                  | 241 m s.l.m.            | Cavedine                                                                                 | Valle dei Laghi, tra Pieramurata e Cavedine 46.00096°N 10.95079°E                                                 | Regolato a scopo idroelettrico. |
|           | Laghetto di Cima Laghetto                      | Laghetto di Cima Laghetto                      | 70 × 55 m             | 3 500 m²     | 2 m                     | 2 447 m s.l.m.          | Carisolo                                                                                 | Gruppo della Presanella, presso la Bocca del Laghetto 46.221786°N 10.707486°E                                     | |
|           | Laghetto di Cima Ritorto                       | Laghetto di Cima Ritorto                       | 50 × 40 m             | 2 500 m²     |                         | 2 213 m s.l.m.          | Pinzolo                                                                                  | Gruppo della Presanella, ai piedi di Cima Ritorto 46.22397°N 10.78124°E                                           | |
|           | Laghetto di Cima Zigolon, o laghetto Zigolon   | Laghetto di Cima Zigolon, o laghetto Zigolon   | 100 × 60 m            | 4 600 m²     | 3 m                     | 2 819 m s.l.m.          | Spiazzo                                                                                  | Gruppo della Presanella, presso Cima Zigolon 46.21509°N 10.58316°E                                                | |
|           | Laghi di Cornisello                            | Superiore                                      | 370 × 210 m           | 59 260 m²    | 21,5 m                  | 2 112 m s.l.m.          | Carisolo                                                                                 | Gruppo della Presanella, tra Malga Cornisello e Rifugio Cornisello 46.221504°N 10.725682°E                        | Il livello dell'Inferiore è regolato a fini idroelettrici. |
| Inferiore | Laghi di Cornisello                            | 280 × 150 m                                    | 33 900 m²             | 5 m          | 2 086 m s.l.m.          | 46.220999°N 10.733449°E | Carisolo                                                                                 | | Il livello dell'Inferiore è regolato a fini idroelettrici. |
|           | Laghetto del Dosson                            | Laghetto del Dosson                            | 100 × 45 m            | 3 500 m²     |                         | 2 360 m s.l.m.          | Porte di Rendena                                                                         | Gruppo dell'Adamello, presso il bivacco Dosson 46.083624°N 10.607525°E                                            | |
|           | Lago di Garda, o Benaco                        | Lago di Garda, o Benaco                        | 51 600 × 17 200 m     | 369,98 m²    | 346 m                   | 65 m s.l.m.             | Nago-Torbole, Riva del Garda e altri ventidue comuni delle provincie di Brescia e Verona | Tra le Prealpi a l'alta pianura Padana 45.633333°N 10.666667°E                                                    | Il più grande lago italiano; in territorio trentino, dove vi sfocia il fiume Sarca, si trova solo la punta settentrionale, corrispondente al 4% circa (14 600 000 m² su 369 980 000), mentre il resto è diviso a metà tra Lombardia e Veneto.                                                                                                   |
|           | Lago di Garzonè                                | Lago di Garzonè                                | 550 × 260 m           | 106 800 m²   | 28,4 m                  | 1 940 m s.l.m.          | Caderzone Terme                                                                          | Gruppo dell'Adamello, a ovest della Bocchetta dell'Acqua Fredda 46.14193°N 10.70429°E                             | |
|           | Lago Gelato                                    | Lago Gelato                                    | 465 × 286 m           | 80 400 m²    | 27 m                    | 2 388 m s.l.m.          | Pinzolo                                                                                  | Gruppo della Presanella, tra il Bivacco Serodoli e il Passo Nambrone 46.247494°N 10.771337°E                      | |
|           | Laghi di Germenega                             | I                                              | 140 × 100 m           | 10 000 m²    |                         | 1 875 m s.l.m.          | Spiazzo                                                                                  | Gruppo dell'Adamello, presso il Passo del Forcellino 46.136936°N 10.694847°E                                      | |
| II        | Laghi di Germenega                             | 120 × 60 m                                     | 6 000 m²              |              | 1 964 m s.l.m.          | 46.131612°N 10.69828°E  | Spiazzo                                                                                  | | |
| III       | Laghi di Germenega                             | 120 × 30 m                                     | 3 300 m²              |              | 2 015 m s.l.m.          | 46.129322°N 10.693474°E | Spiazzo                                                                                  | | |
| IV        | Laghi di Germenega                             | 120 × 90 m                                     | 9 000 m²              |              | 2 080 m s.l.m.          | 46.125902°N 10.688024°E | Spiazzo                                                                                  | | |
|           | Laghisol                                       | Laghisol                                       | 100 × 80 m            | 5 500 m²     |                         | 2 141 m s.l.m.          | Sella Giudicarie                                                                         | Gruppo dell'Adamello, presso la bocchetta Laghisol 46.057539°N 10.632062°E                                        | |
|           | Lago Ghiacciato                                | Lago Ghiacciato                                | 100 × 88 m            | 3 500 m²     | 9 m                     | 2 571 m s.l.m.          | Spiazzo                                                                                  | Gruppo della Presanella, lungo il sentiero tra il Rifugio Mandrone e il Passo Pisgana 46.20174°N 10.55666°E       | |
|           | Lago di Lagolo                                 | Lago di Lagolo                                 | 250 × 140 m           | 23 600 m²    | 7 m                     | 929 m s.l.m.            | Madruzzo                                                                                 | Sulle falde occidentali del Monte Bondone 46.041°N 11.006°E                                                       | |
|           | Lago Lambin                                    | Lago Lambin                                    | 380 × 135 m           | 29 400 m²    | 22 m                    | 2 327 m s.l.m.          | Pinzolo                                                                                  | Gruppo della Presanella, tra Cima Serodoli e Cima Ritorto 46.236467°N 10.779616°E                                 | |
|           | Lago di Lamola                                 | Lago di Lamola                                 | 160 × 70 m            | 8 700 m²     |                         | 2 037 m s.l.m.          | Caderzone Terme                                                                          | Gruppo dell'Adamello, presso Malga Lamola ai piedi del Corno Alto 46.146927°N 10.714781°E                         | |
|           | Lago di Lares                                  | Lago di Lares                                  | 800 × 550 m           | 220 000 m²   | 20,5 m                  | 2 651 m s.l.m.          | Massimeno                                                                                | Gruppo dell'Adamello, presso il ghiacciaio della Vedretta di Lares 46.143418°N 10.614123°E                        | È il più vasto dei laghi naturali trentini siti sopra ai 1500 metri; la sua formazione, accennata già nel 1933, si è realizzata tra il 1948 e il 1950, come risultato dello scioglimento della Vedretta di Lares; si è poi ingrandito fino ad almeno il 1988, dopodiché il ritirarsi del ghiacciaio lo ha privato di ulteriore apporto d'acqua. |
|           | Lago di Ledro                                  | Lago di Ledro                                  | 2 830 × 770 m         | 2 177 000 m² | 48 m                    | 655 m s.l.m.            | Ledro                                                                                    | Al centro della val di Ledro 45.876667°N 10.750556°E                                                              | Lago modificato a fini idroelettrici; vi sfocia il torrente Massangla e ne esce il Ponale. |
|           | Lago Mandrone                                  | Lago Mandrone                                  | 290 × 150 m           | 26 300 m²    | 7,3 m                   | 2 399 m s.l.m.          | Spiazzo                                                                                  | Gruppo della Presanella, presso il Rifugio Mandrone all'inizio della Val Genova 46.200942°N 10.564787°E           | Nei pressi altre pozze di dimensioni modeste. |
|           | Lago di Molveno                                | Lago di Molveno                                | 4 400 × 1 500 m       | 3 410 000 m² | 124 m                   | 845 m s.l.m.            | Molveno                                                                                  | Nel solco tra la catena del Brenta e la dorsale Paganella-Gazza 46.125556°N 10.961111°E                           | Secondo lago per dimensioni tra quelli naturali e interamente situati in Trentino; l'appendice settentrionale è detta "lago di Bior". Il bacino è stato modificato a scopo idroelettrico. |
|           | Lago [di] Nambino                              | Lago [di] Nambino                              | 300 × 150 m           | 39 800 m²    | 4,8 m                   | 1 767 m s.l.m.          | Pinzolo                                                                                  | Gruppo della Presanella, all'estremità della valletta a nordovest di Madonna di Campiglio 46.242417°N 10.799897°E | |
|           | Lago di Nambrone, o lago Nambron               | Lago di Nambrone, o lago Nambron               | 338 × 165 m           | 39 700 m²    | 23 m                    | 2 436 m s.l.m.          | Pinzolo                                                                                  | Gruppo della Presanella, ai piedi del Monte Nambrone 46.246989°N 10.756238°E                                      | |
|           | Lago di Nembia                                 | Lago di Nembia                                 | 130 × 40 m            | 4 600 m²     |                         | 781 m s.l.m.            | San Lorenzo Dorsino                                                                      | Lungo la SS421 poco a sud del lago di Molveno 46.098222°N 10.933639°E                                             | |
|           | Lago Nero (Cornisello)                         | Lago Nero (Cornisello)                         | 200 × 160 m           | 27 800 m²    | 33 m                    | 2 233 m s.l.m.          | Carisolo                                                                                 | Gruppo della Presanella, presso la Bocchetta de l'Om 46.21643°N 10.73051°E                                        | |
|           | Lago Nero                                      | Lago Nero                                      | 120 × 80 m            | 7 000 m²     |                         | 2 562 m s.l.m.          | Sella Giudicarie                                                                         | Gruppo dell'Adamello, ai piedi di Cima d'Arnò 46.036338°N 10.575414°E                                             | Nei pressi altri due laghetti molto più piccoli; collettivamente sono detti "Laghi Neri". |
|           | Lago Nuovo (Mandrone), o lago Mandrone Basso   | Lago Nuovo (Mandrone), o lago Mandrone Basso   | 525 × 220 m           | 41 700 m²    | 9,4 m                   | 2 202 m s.l.m.          | Spiazzo                                                                                  | Gruppo della Presanella, ai piedi della Vedretta del Mandrone 46.193601°N 10.568182°E                             | Originatosi a partire dal 1950 circa, rapidamente estesosi e ora in fase di colmatazione, soprattutto a monte. |
|           | Lago Nuovo della Vedretta di Lares             | Lago Nuovo della Vedretta di Lares             | 70 × 50 m             | 2 500 m²     | 1 m                     | 2 601 m s.l.m.          | Massimeno                                                                                | Gruppo dell'Adamello, ai piedi della Vedretta di Lares 46.139612°N 10.616076°E                                    | Lago recentissimo, formato dallo scioglimento dell'omonimo ghiacciaio. |
|           | Laghetti di Passo Forcellin                    | Superiore                                      | 35 × 20 m             |              |                         | 2 108 m s.l.m.          | Spiazzo                                                                                  | Gruppo dell'Adamello, poco a sudest del Passo del Forcellino 46.11819°N 10.696843°E                               | |
| Inferiore | Laghetti di Passo Forcellin                    | 40 × 35 m                                      |                       |              | 2 070 m s.l.m.          | 46.120726°N 10.696875°E | Spiazzo                                                                                  | | |
|           | Lago di Ponte Pià                              | Lago di Ponte Pià                              |                       | 320 000 m²   | 54 m                    | 463 m s.l.m.            | Comano Terme, Stenico, Tione di Trento e Tre Ville                                       | Lungo il corso della Sarca tra Ragoli e Stenico 46.053906°N 10.817799°E                                           | Lago artificiale. |
|           | Pozze del Mandrone                             | I                                              | 78 × 41 m             | 1 600 m²     | 1,2 m                   | 2 400 m s.l.m.          | Spiazzo                                                                                  | Gruppo della Presanella, presso il rifugio Mandrone 46.200021°N 10.569062°E                                       | Altre tre pozze più piccole oltre a quelle qui riportate. |
| II        | Pozze del Mandrone                             | 83 × 51 m                                      | 2 540 m²              | 2,1 m        | 46.200875°N 10.567759°E | 2 400 m s.l.m.          | Spiazzo                                                                                  | | Altre tre pozze più piccole oltre a quelle qui riportate. |
| III       | Pozze del Mandrone                             | 80 × 36 m                                      | 1 700 m²              | 1 m          | 46.201191°N 10.56851°E  | 2 400 m s.l.m.          | Spiazzo                                                                                  | | Altre tre pozze più piccole oltre a quelle qui riportate. |
| IV        | Pozze del Mandrone                             | 100 × 22 m                                     | 1 655 m²              | 1,5 m        | 46.199925°N 10.570199°E | 2 400 m s.l.m.          | Spiazzo                                                                                  | | Altre tre pozze più piccole oltre a quelle qui riportate. |
| V         | Pozze del Mandrone                             | 80 × 38 m                                      | 2 650 m²              | 2 m          | 46.200341°N 10.570629°E | 2 400 m s.l.m.          | Spiazzo                                                                                  | | Altre tre pozze più piccole oltre a quelle qui riportate. |
|           | Lago dei Pozzoni                               | Lago dei Pozzoni                               | 300 × 260 m           | 38 000 m²    |                         | 2 869 m s.l.m.          | Massimeno e Pelugo                                                                       | Gruppo dell'Adamello, presso la Sella di Niscli 46.125188°N 10.612965°E                                           | Lago nato a partire dal 1926 dallo scioglimento della Vedretta di Lares. |
|           | Pradalago, o lago delle Malghette alto         | Pradalago, o lago delle Malghette alto         | 110 × 85 m            | 6 200 m²     |                         | 2 082 m s.l.m.          | Pinzolo                                                                                  | Gruppo della Presanella, presso l'omonimo rifugio a nordovest di Campo Carlo Magno 46.248977°N 10.813036°E        | |
|           | Lago Ritorto, o Ritort                         | Lago Ritorto, o Ritort                         | 500 × 240 m           | 91 700 m²    | 24,5 m                  | 2 058 m s.l.m.          | Pinzolo                                                                                  | Gruppo della Presanella, ai piedi di Cima Ritorto 46.22762°N 10.78666°E                                           | |
|           | Lago Rotondo                                   | Lago Rotondo                                   | 140 × 115 m           | 11 800 m²    | 17 m                    | 2 522 m s.l.m.          | Spiazzo                                                                                  | Gruppo della Presanella, lungo il sentiero tra il Rifugio Mandrone e il Passo Pisgana 46.203077°N 10.561295°E     | |
|           | Lago di San Giuliano                           | Lago di San Giuliano                           | 270 × 180 m           | 42 600 m²    | 5,6 m                   | 1 935 m s.l.m.          | Caderzone Terme                                                                          | Gruppo dell'Adamello, a ovest della Bocchetta dell'Acqua Fredda 46.14669°N 10.70206°E                             | |
|           | Lago di Santa Massenza                         | Lago di Santa Massenza                         | 1 200 × 400 m         | 280 000 m²   | 13,4 m                  | 245 m s.l.m.            | Vallelaghi                                                                               | Valle dei Laghi, tra Padergnone e Santa Massenza 46.063435°N 10.981257°E                                          | Fino a fine Ottocento era unito al vicino lago di Toblino; ora resta solo un canale tra i due. Modificato a scopo idroelettrico. |
|           | Bacino di Santo Stefano                        | Bacino di Santo Stefano                        |                       | 40 000 m²    |                         | 892 m s.l.m.            | Carisolo                                                                                 | All'imbocco della Val Genova 46.17047°N 10.730016°E                                                               | Bacino artificiale. |
|           | Lago di Scarpacò                               | Lago di Scarpacò                               | 180 × 50 m            | 6 000 m²     |                         | 2 469 m s.l.m.          | Carisolo                                                                                 | Gruppo della Presanella, presso passo Scarpacò 46.238025°N 10.721369°E                                            | |
|           | Lago Scuro di Lamola, o Laghetto Nero          | Lago Scuro di Lamola, o Laghetto Nero          | 95 × 28 m             |              |                         | 1 936 m s.l.m.          | Caderzone Terme                                                                          | Gruppo dell'Adamello, ai piedi del Corno Alto 46.15071°N 10.719883°E                                              | |
|           | Lago Scuro (Mandrone)                          | Lago Scuro (Mandrone)                          | 580 × 200 m           | 79 000 m²    | 30 m                    | 2 663 m s.l.m.          | Spiazzo                                                                                  | Gruppo della Presanella, presso il passo di Lago Scuro 46.212444°N 10.571444°E                                    | Altri laghetti minori nei pressi. |
|           | Laghetto Scuro (Mandrone)                      | Laghetto Scuro (Mandrone)                      | 110 × 50 m            | 3 200 m²     |                         | 2 737 m s.l.m.          | Spiazzo                                                                                  | Gruppo della Presanella, presso il passo di Lago Scuro 46.216144°N 10.572302°E                                    | |
|           | Lago Serodoli, o Lago Serodoli di Sopra        | Lago Serodoli, o Lago Serodoli di Sopra        | 300 × 280 m           | 64 700 m²    | 32,5 m                  | 2 371 m s.l.m.          | Pinzolo                                                                                  | Gruppo della Presanella, presso il Bivacco Serodoli 46.24849°N 10.778238°E                                        | |
|           | Lago Serodoli Minore                           | Lago Serodoli Minore                           | 108 × 35 m            | 2 700 m²     | 3 m                     | 2 379 m s.l.m.          | Pinzolo                                                                                  | Gruppo della Presanella, presso il Bivacco Serodoli 46.246707°N 10.775399°E                                       | |
|           | Lago Serodoli di Sotto, o Lago Nero            | Lago Serodoli di Sotto, o Lago Nero            | 100 × 50 m            | 4 500 m²     |                         | 2 241 m s.l.m.          | Pinzolo                                                                                  | Gruppo della Presanella, presso il Bivacco Serodoli 46.244521°N 10.782295°E                                       | |
|           | Laghi Soi, o Laghisoi, Laghisoli, Laghetti Soi | Laghi Soi, o Laghisoi, Laghisoli, Laghetti Soi |                       | 2 160 m²     |                         | 800 m s.l.m.            | Tenno                                                                                    | A sud del passo del Ballino 45.95537°N 10.81546°E                                                                 | Coppia di laghetti ormai ridotti a basse pozzanghere. |
|           | Lago Solo, o Laghisol                          | Lago Solo, o Laghisol                          | 80 × 50 m             | 3 500 m²     |                         | 166 m s.l.m.            | Dro                                                                                      | Nelle Marocche di Dro 45.97734°N 10.93156°E                                                                       | |
|           | Lago Spinale                                   | Lago Spinale                                   | 150 × 50 m            | 6 200 m²     |                         | 2 030 m s.l.m.          | Pinzolo                                                                                  | Gruppo di Brenta, ai piedi del Monte Spinale 46.22015°N 10.86562°E                                                | |
|           | Lago di Tenno                                  | Lago di Tenno                                  | 720 × 270 m           | 195 190 m²   | 47,7 m                  | 570 m s.l.m.            | Tenno                                                                                    | Appena a nord di Ville del Monte 45.938056°N 10.815833°E                                                          | |
|           | Lago di Toblino                                | Lago di Toblino                                | 1 600 × 800 m         | 730 000 m²   | 14 m                    | 245 m s.l.m.            | Madruzzo                                                                                 | Valle dei Laghi, tra Sarche e Padergnone 46.053361°N 10.965806°E                                                  | Fino alla fine dell'Ottocento era ben unito al vicino lago di Santa Massenza. Modificato a scopo idroelettrico. |
|           | Lago di Vacarsa                                | Lago di Vacarsa                                | 380 × 80 m            | 23 000 m²    |                         | 1 912 m s.l.m.          | Caderzone Terme                                                                          | Gruppo dell'Adamello, a est della Bocchetta dell'Acqua Fredda 46.136021°N 10.72277°E                              | |
|           | Lago di Valagola, o di Val d'Agola             | Lago di Valagola, o di Val d'Agola             | 300 × 140 m           | 30 000 m²    | 4 m                     | 1 595 m s.l.m.          | Stenico                                                                                  | Gruppo di Brenta, in una valletta incassata tra Cima Tosa e il Monte Sabion 46.16591°N 10.82046°E                 | |
|           | Laghi di Valbona                               | Inferiore                                      | 200 × 70 m            | 11 200 m²    |                         | 2 043 m s.l.m.          | Tione di Trento                                                                          | Gruppo dell'Adamello, tra la bocchetta Laghisol e il Doss delle Galline 46.053965°N 10.650687°E                   | Vicino all'Inferiore è presente un quarto laghetto minore non catastato. |
| Medio     | Laghi di Valbona                               | 140 × 70 m                                     | 7 500 m²              | 2 m          | 2 195 m s.l.m.          | 46.056883°N 10.646739°E | Tione di Trento                                                                          | | Vicino all'Inferiore è presente un quarto laghetto minore non catastato. |
| Superiore | Laghi di Valbona                               | 220 × 180 m                                    | 19 300 m²             | 21,8 m       | 2 195 m s.l.m.          | 46.057092°N 10.644293°E | Tione di Trento                                                                          | | Vicino all'Inferiore è presente un quarto laghetto minore non catastato. |
|           | Laghetto della Valletta Alta                   | Laghetto della Valletta Alta                   | 188 × 87 m            | 10 000 m²    | 4 m                     | 2 217 m s.l.m.          | Porte di Rendena                                                                         | Gruppo dell'Adamello, all'inizio della valle del rio Bedù di San Valentino 46.07722°N 10.603695°E                 | In fase d'interramento. |
|           | Laghetti della Vallina                         | Superiore                                      | 130 × 60 m            | 9 000 m²     |                         | 2 352 m s.l.m.          | Porte di Rendena                                                                         | Gruppo dell'Adamello, all'inizio della valle del rio Tecino 46.066532°N 10.615582°E                               | |
| Inferiore | Laghetti della Vallina                         | 75 × 70 m                                      | 4 800 m²              |              | 2 347 m s.l.m.          | 46.069479°N 10.617385°E | Porte di Rendena                                                                         | | |
|           | Lago di Valsorda                               | Lago di Valsorda                               | 120 × 50 m            | 5 800 m²     |                         | 2 070 m s.l.m.          | Porte di Rendena                                                                         | Gruppo dell'Adamello, ai piedi del Doss delle Galline 46.062184°N 10.651073°E                                     | È la sorgente del Rio Finale. |
|           | Lago Vedretta                                  | Lago Vedretta                                  | 700 × 275 m           | 112 000 m²   | 26 m                    | 2 605 m s.l.m.          | Carisolo                                                                                 | Gruppo della Presanella, presso il passo delle Marmotte 46.23°N 10.7051°E                                         | |

## Bacini idrografici di altre province
| Immagine | Nome                               | Nome                               | Lunghezza e larghezza | Superficie | Profondità massima | Altitudine              | Comune                            | Ubicazione                                                                             | Informazioni                                             |
| -------- | ---------------------------------- | ---------------------------------- | --------------------- | ---------- | ------------------ | ----------------------- | --------------------------------- | -------------------------------------------------------------------------------------- | -------------------------------------------------------- |
|          | Lago di Lavazè o Lavazzè           | Lago di Lavazè o Lavazzè           | 220 × 110 m           | 10 000 m²  |                    | 1 800 m s.l.m.          | Ville di Fiemme                   | Passo di Lavazè 46.355792°N 11.492461°E                                                | Bacino dell'Ega. Lago in fase di rapida scomparsa.       |
|          | Lago di Pozze                      | Lago di Pozze                      | 125 × 60 m            | 5 000 m²   | 7,2 m              | 1 912 m s.l.m.          | Soraga di Fassa                   | Al Passo San Pellegrino 46.38106°N 11.80364°E                                          | Bacino del Cordevole.                                    |
|          | Lago di Manna                      | Lago di Manna                      | 120 × 70 m            | 6 000 m²   |                    | 2 591 m s.l.m.          | Primiero San Martino di Castrozza | Gruppo delle Pale di San Martino, Riviera di Manna 46.26905°N 11.864891°E              | Bacino del Cordevole.                                    |
|          | Laghetto Monte Rover               | Laghetto Monte Rover               | 120 × 100 m           | 10 000 m²  | "minima"           | 1 178 m s.l.m.          | Lavarone                          | Altopiano dei Sette Comuni, lungo la SS349 a nordest di Lavarone 45.95773°N 11.29581°E | Bacino dell'Astico. Fa parte del Biotopo Malga Laghetto. |
|          | Laghetti di Riviera di Manna       | I                                  | 50 × 40 m             | 1 600 m²   |                    | 2 629 m s.l.m.          | Primiero San Martino di Castrozza | Gruppo delle Pale di San Martino, Riviera di Manna 46.265327°N 11.873474°E             | Bacino del Cordevole.                                    |
| II       | Laghetti di Riviera di Manna       | 100 × 30 m                         | 2 400 m²              |            | 2 630 m s.l.m.     | 46.264822°N 11.871865°E | Primiero San Martino di Castrozza |                                                                                        | Bacino del Cordevole.                                    |
| III      | Laghetti di Riviera di Manna       | 70 × 45 m                          | 2 500 m²              |            | 2 634 m s.l.m.     | 46.263383°N 11.86723°E  | Primiero San Martino di Castrozza |                                                                                        | Bacino del Cordevole.                                    |
|          | Laghetti Vedretta di Fradusta      | I                                  | 100 × 70 m            | 6 000 m²   |                    | 2 651 m s.l.m.          | Primiero San Martino di Castrozza | Gruppo delle Pale di San Martino, Vedretta di Fradusta 46.256288°N 11.875415°E         | Bacino del Cordevole.                                    |
| II       | Laghetti Vedretta di Fradusta      | 90 × 40 m                          | 3 400 m²              |            | 2 651 m s.l.m.     | 46.256824°N 11.875023°E | Primiero San Martino di Castrozza |                                                                                        | Bacino del Cordevole.                                    |
|          | Lago degli Zingari, o dei Zingheni | Lago degli Zingari, o dei Zingheni | 150 × 60 m            |            | 7,2 m              | 1 750 m s.l.m.          | Soraga di Fassa                   | Località "i Zingheni", a est del Passo San Pellegrino 46.376596°N 11.821306°E          | Bacino del Cordevole. Lago modificato artificialmente.   |